# Ейск
Ейск — город в Краснодарском крае. Административный центр Ейского района и Ейского городского поселения Краснодарского края. Действует Ейский морской порт. Расположен на южном берегу Таганрогского залива, между заливом и Ейским лиманом Азовского моря, у основания Ейской косы.
Название города происходит от реки Ея, впадающей в Ейский лиман. Жителей города Ейска называют ейча́нами и ейча́нками.
Является пятым по численности населения городом Краснодарского края.

## История
Ещё в 1777—1778 годах на месте современного Ейска был построен так называемый Ханский городок, который должен был стать запасной столицей княжества и резиденцией ставленника России, крымского хана Шагин-Гирея. В 1783 году у стен Ханского городка в присутствии войск Александра Суворова был зачитан манифест о присоединении Крыма, Тамани и Правобережной Кубани к России.
В 1847 году с инициативой создания портового города у основания Ейской косы выступил атаман Черноморского казачьего войска Григорий Рашпиль. Идея была активно поддержана наместником Кавказским Светлейшим Князем Михаилом Семёновичем Воронцовым, результатом деятельности которого явился Указ Государя Императора Николая I от 6 марта 1848 года № 22058 «Об открытии на Азовском море в пределах войска Черноморского портового города Ейск»:
В целях преподать жителям Ставропольской губернии и войска Черноморского новые средства к успешному и выгодному сбыту за границу произведений из сельского хозяйства и тем самым способствовать развитию всех отраслей промышленности в этом крае, на Азовском море, у так называемой Ейской косы, открыть порт и учредить город, который именовать портовый город Ейск.
Днём основания города считается 19 августа 1848 года (31 августа 1848 года по новому стилю). Первым временным начальником города стал Пётр Литевский. В 1849 году его заменил уже постоянный градоначальник — князь Александр Голицын.
1 сентября 1849 года состоялось освящение места под постройку Покровского молитвенного дома, в котором приняли участие священник ст. Старощербиновской протоиерей Фома Прага и ейский священник Павел Ярошевич. Уже 1 октября 1850 года строительство было окончено, и молитвенный дом был освящен.
Во время Крымской войны 1853—1856 годах Ейск сильно пострадал от обстрелов английской эскадры, хозяйничавшей в Азовском море. Самые трагические события для Ейска развернулись 22-24 октября 1855 года, когда город под непрекращающимся обстрелом был атакован морским десантом. В целом за время войны в Ейске сгорел каждый десятый дом.

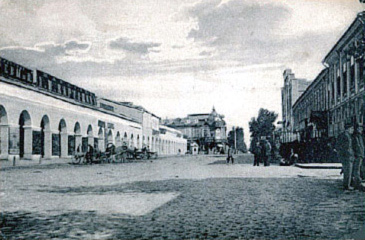
Гостиный двор в конце XIX века

Во второй половине XIX века в Ейске открываются несколько учебных заведений (трёхлетнее уездное училище, Кубанская войсковая гимназия, Реальное шестиклассное училище, Ксенинская женская гимназия и др.), производится мощение большинства улиц. С 1875 года в Ейске появляется регулярное освещение.
Административно Ейск входил в Ейский отдел Кубанской области.

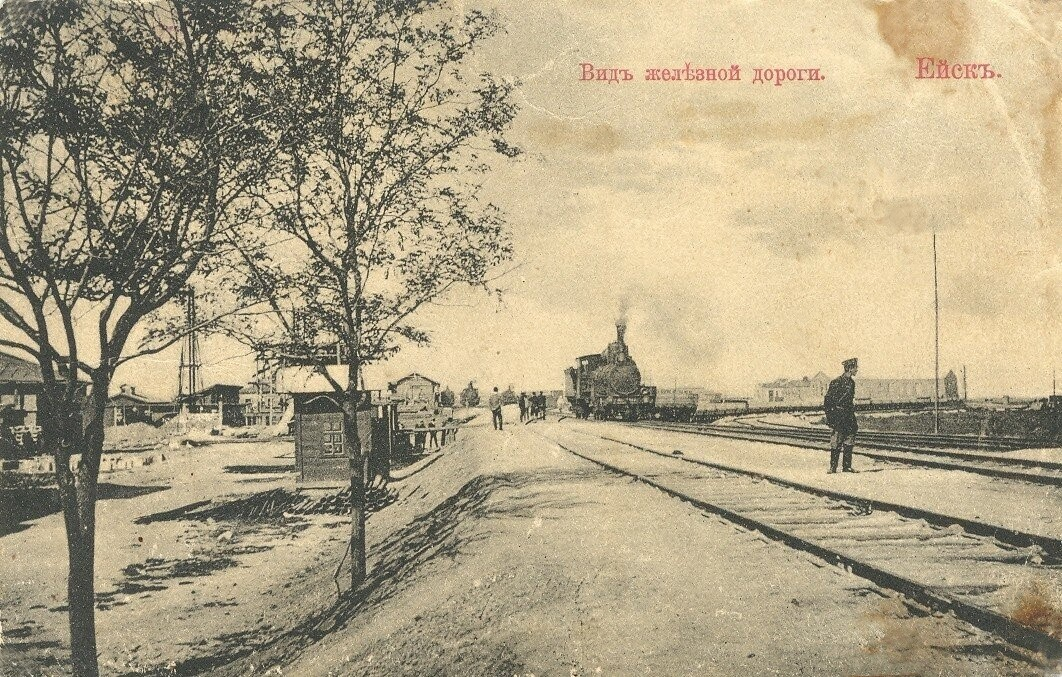
Ейская железная дорога. Начало XX века.

К началу XX века Ейск превращается в крупный центр международной торговли и становится культурным центром Юга России. В 1904 году по инициативе городских властей проводится реконструкция порта, а в 1911 году Акционерное общество ейской железной дороги, созданное по инициативе городского головы В. Ненашева, открывает железнодорожное сообщение. С 1912 года в городе развивается курортное дело. На базе открытых на территории города запасов сероводородной воды и грязей Ханского озера возник бальнеологический курорт, существующий по настоящее время.
Во время Первой мировой войны значение Ейск как международного порта падает: через него идут преимущественно тыловые армейские перевозки.
После Октябрьской революции 1917 года власть в Ейске переходила из рук в руки в общей сложности шесть раз. На Ейском полуострове было своё противостояние «белых» и «красных». Символом красных являлся город Ейск. Казачьи же станицы Ейского полуострова пассивно противостояли «красным». Советская власть в Ейске впервые была установлена 2 февраля 1918 года. Накопившиеся противоречия к апрелю привели к восстанию станиц отдела. В ночь с 30 апреля на 1 мая состоялся кровопролитный штурм Ейска белогвардейскими казаками, который, однако, был отбит. Следующая попытка овладеть Ейском была осуществлена в начале июля, когда в течение одной ночи белогвардейский десант, насчитывающий около 600 человек, захватил морской порт и несколько кораблей, стоящих на рейде. Впрочем, завоевать Ейск белое движение смогло лишь через несколько дней — 12 июля (25 июля по новому стилю). Большевики вернули себе город в марте 1920 года.
5 мая 1920 года был создан Ейский историко-краеведческий музей, являющийся сегодня одним из старейших музеев Кубани. В 1921 году начал функционировать санаторий «Ейск». В 1920—30-е годы город развивался как промышленный центр. За это время были построены заводы «Молот» (завод «Полиграфмаш»), «Сельхоззапчасть» (Станкостроительный завод) и другие. С начала 1930-х годов в Ейск перебазируется военно-морское училище лётчиков, воспитавшее более трёхсот героев Советского Союза и России. В 1939 году Ейск становится городом краевого подчинения в составе Краснодарского края и административным центром Ейского района.

В память о Великой Отечественной войне 1941—1945 гг.

Во время Великой Отечественной войны Ейск постоянно подвергался бомбардировкам немецкой авиации. А 22 апреля 1942 года бомбардировщики сбрасывали не бомбы, а листовки следующего содержания: «Не лепите пирогов, не месите теста. 23-го числа не найдёте места». На следующий день, в день православной Пасхи, бомбардировка города была особенно сильной. Оккупация города продолжалась с августа 1942 до начала февраля 1943 года.
07 августа 1942 Фельдкомендатура — 538 17-й армии вермахта прибывает в Уманскую. Комендант и квартирмейстер комендатуры посещают румынский кавалерийский корпус в Староминской. 8-й румынский кавалерийский полк будет наступает на Ейск из Александровки. От Староминской в Ейск будут направлены : взвод фельджандармерии и комендатура 0.K. I/920. Комендант комендатуры 0.K.I/920, капитан Теike, будет переброшен с передовым отрядом к месту своей дислокации в Ейск. Источник Bundesarchivs, документы 550-го тылового района 17-й армии вермахта. Журнал боевых действий № 11 9 июля — 31 августа 1942 г. RH-23-39-003.
Донесение о наступлении 8 и 09.08.1942 в направлении Ейска. Отправление в 09:00 8 августа 1942 до Старо-Щербиновской. Дальнейшее движение прервано, так как Ейск ещё не взят. 8-й румынский кавалерийский полк занял позиции 07.08.1942 г. пройдя около 5-6 км. Комендатура 0.K. I/920 была передислоцирована в Старо-Щербиновскую 08 августа 1942 г.. 09 августа 1942 в 07:30 выезд из Старо-Щербиновской в направлении Ейск. В 09:00 части : 8-го румынского кавалерийского полка, 1-й роты 48-го саперного батальона и взвода под командование обер-лейтенанта Alt из 1-й роты 964-го батальона фельджандармерии прибыли в Ейск. Ночью город был оставлен русскими без боя. Все крупные склады и склады в районе порта были подожжены. Тракторный завод, завод авиационных двигателей сгорели дотла, машинного оборудования больше нет. Вокзал разрушен, пристани повреждены в результате пожара. Комендатура 0.K. I /920 прибыл в Ейск в 12:15. В 12:30 основные подразделения морского командования «Украина» (строительные и пограничные подразделения) выдвинулись в Ейск в районе порта. Взвод фельджандармерии подчиненный комендатуре 0.K. I / 920, немедленно приступил к охране территории порта и обыскал склады, ремонтные мастерские и т. д., а также частично взял под охрану здания. В Старо-Щербиновской хранилось ещё около 400 т соломы, из них около 30 т прессованной. Источник Bundesarchivs, документы 550-го тылового района 17-й армии вермахта. Приложение Том 1 к Журналу боевых действий № 119 июля — 31 августа 1942 г. RH-23-40-0155
10 августа 1942 Из ежедневного донесения 550-го тылового района в квартирмейстерский отдел 17-й армии вермахта " в 15 часов в порту Ейск два парома подорвались на минах и затонули. 5 человек погибли, 12 получили тяжелые ранения, 60 легкораненых. В Ейске оружейный завод, консервный завод с хорошо сохранившимся оборудованием, крупный мясокомбинат с просторными складскими помещениями. Источник Bundesarchivs, документы 550-го тылового района 17-й армии вермахта. Приложение Том 1 к Журналу боевых действий № 119 июля — 31 августа 1942 г. RH-23-40-0179
Во время оккупации немецкими нацистами производились массовые аресты и расстрелы ейчан. Особенно жестоким было уничтожение в душегубке 214 детей детского дома. В период оккупации, а также в послевоенные годы в городе жил знаменитый русский борец И. М. Поддубный, который и умер здесь в 1949 году.

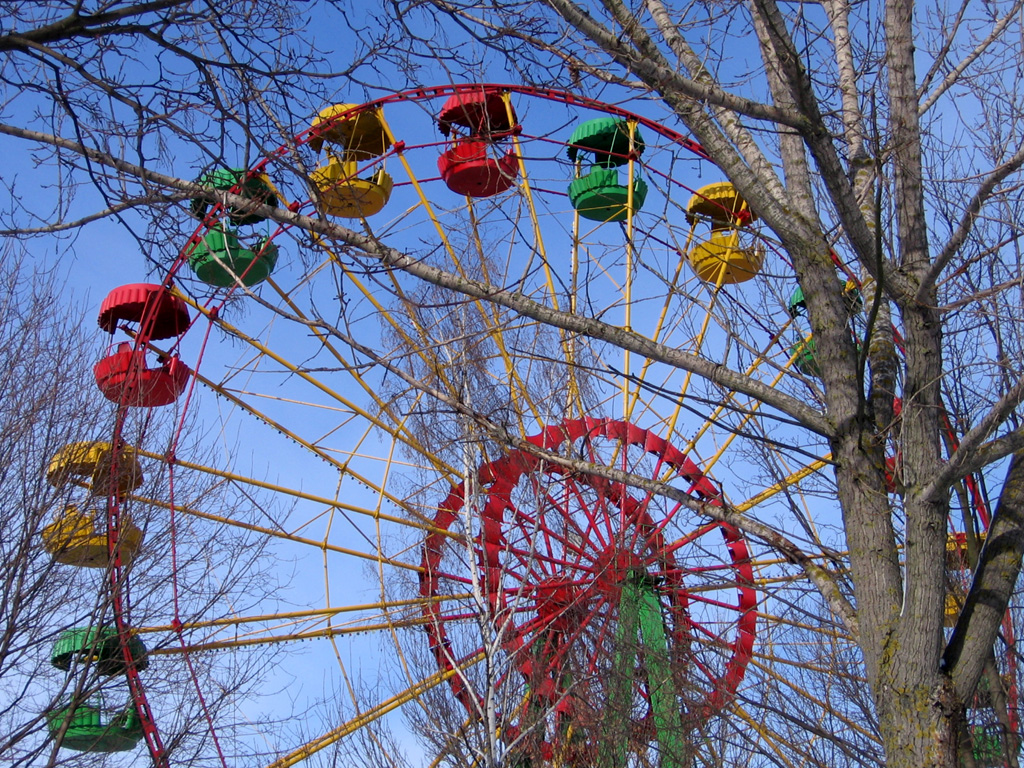
Колесо обозрения в парке имени Поддубного

После окончания войны в короткие сроки были восстановлены железнодорожный вокзал, морской порт, объекты социальной инфраструктуры, основные заводы и фабрики. С каждым годом в Ейск приезжало всё больше и больше отдыхающих, особенно в летнее время. Тёплые воды Таганрогского залива и Ейского лимана, а также лечебные грязи, не уступающие по своим свойствам грязям Мёртвого моря, привлекали людей со всей страны. В городских парках культуры и отдыха устанавливались разнообразные аттракционы, произведённые на ейском заводе «Аттракцион». В городе функционировали концертные площадки, несколько кинотеатров, множество кафе и ресторанов, работало несколько гостиниц, продолжал развиваться санаторий «Ейск». В советское время город активно строился: появлялись новые жилые микрорайоны, такие как 2-й, 38-й, «Солнечный», Военный городок.
После «перестройки» из-за серьёзного кризиса в стране отдых в Ейске потерял свою популярность и перестал быть массовым. Первый импульс к возрождению Ейск как курорта придал мэр Л. В. Баклицкий, пришедший к власти в 1996 году. И хотя его деятельность на посту главы города оценивается весьма неоднозначно, в целом Ейск достойно встретил своё 150-летие и вновь заявил о себе как о перспективном месте отдыха в России.
17 сентября 2003 года город Ейск посетил Президент России Владимир Путин. На совещании, которое проходило на территории ейского высшего военного авиационного училища, присутствовали также министр обороны Сергей Иванов, министр иностранных дел Игорь Иванов и директор ФСБ Николай Патрушев.
27 мая 2007 года было проведено голосование, в ходе которого жители Ейска и Ейского района проголосовали за объединение двух муниципальных образований в одно. В середине августа 2008 года город Ейск отметил своё 160-летие.
19 декабря 2008 года Совет Ейского городского поселения рассматривал вопрос о возвращении муниципалитету наименования «город Ейск». Однако данную инициативу ейчан поддержали только депутаты Ловянникова Е. О., Мироненко Е. В. и Ивашечкин О. А., вследствие чего муниципальное образование продолжает именоваться «Ейское городское поселение».
В 2021 году по результатам публичных слушаний выражено согласие населения города Ейска о возвращении муниципальному образованию статуса городского округа путем выделения его из состава муниципального образования Ейский район.
17 октября 2022 года, в период вторжения России на Украину, в Ейске упал бомбардировщик Су-34, вызвав пожар в жилой девятиэтажке. Из-за крушения самолёта, по данным властей, погибли 14 человек, ещё 19 человек ранены. 23 февраля 2024 года в 111 километрах к югу от города разбился ранее подбитый российский военный самолёт А-50У.

## Герб и флаг
На современном гербе города изображена в серебряном поле волнистая лазоревая перевязь, обременённая золотой стерлядью с червлёными глазами и плавниками.
Рисунок флага изображает герб на синей волне, без короны и щита.

Устаревшая геральдика города Ейска
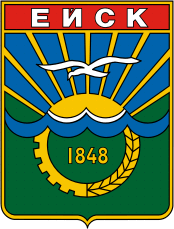
Герб 1968
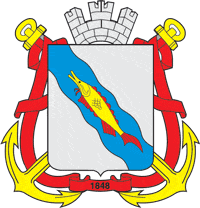
Герб 1992-2005
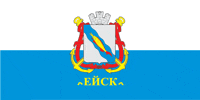
Флаг 1997-2005

## География

### Географическое положение

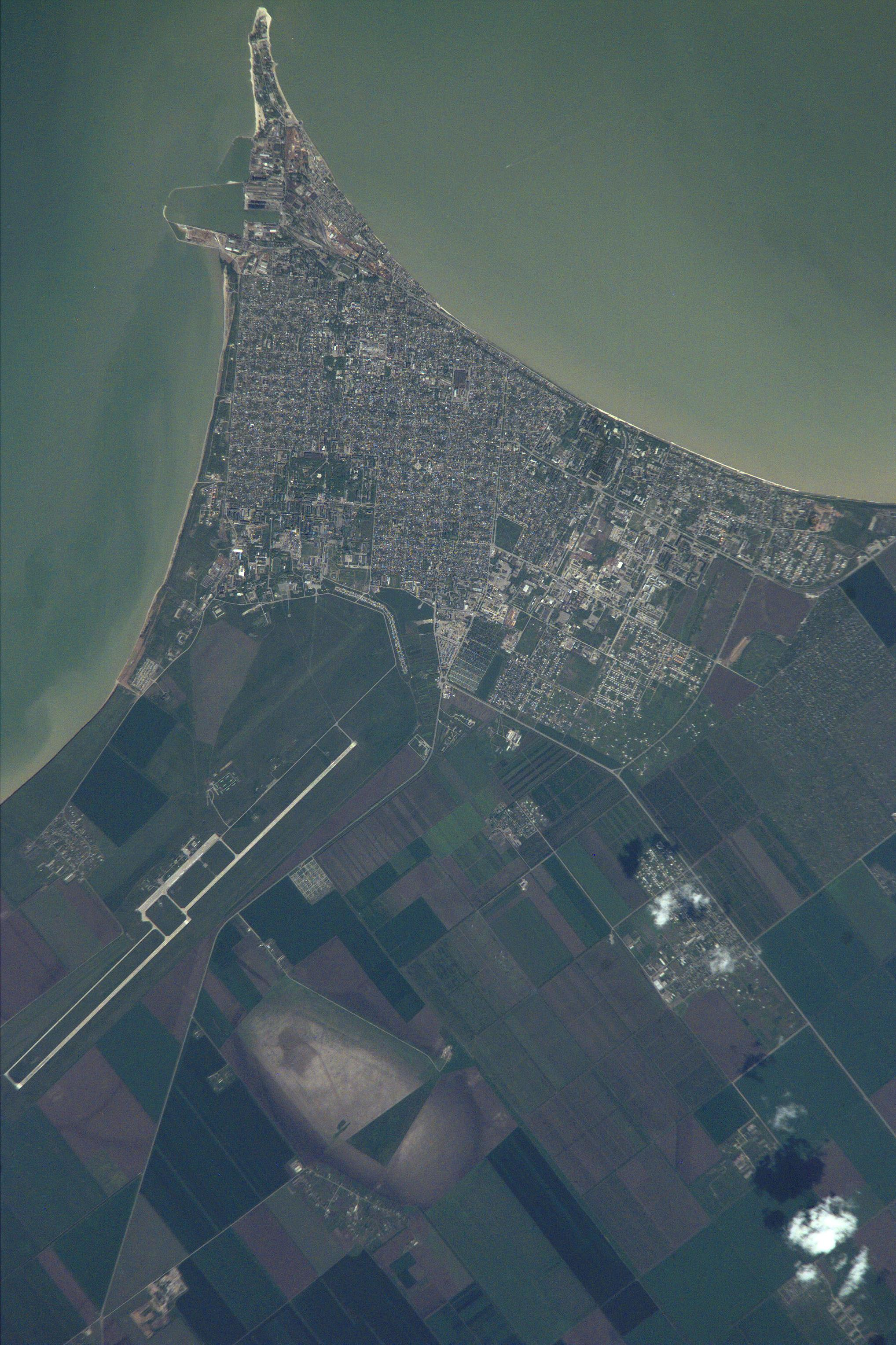
Город Ейск, снимок из космоса

Расположен Ейск на северо-восточном окончании Ейского полуострова, у основания Ейской косы. Побережье города омывается с востока водами Ейского лимана (самого большого на Северном Кавказе, — площадь около 244 км²) и с запада — водами Таганрогского залива Азовского моря. В трёх километрах от окончания Ейской косы расположен одноимённый остров Ейская коса, внешне напоминающий атолл, то есть остров в форме кольца с защищённой лагуной внутри.
Ейск — самый северный город Краснодарского края; именно поэтому получил распространение слоган «С Ейска начинается Кубань». Географические координаты города — 46°41′ с. ш. 38°17′ в. д.. Относительно краевого центра, города Краснодара, Ейск расположен в 247 км к северо-западу, а относительно столицы Южного федерального округа, города Ростова-на-Дону — в 172 км к юго-западу.
Ейск расположен в тех же широтах, что и города Олимпия, Цюрих, Будапешт, Тирасполь, Одесса, Херсон, Харбин, Дальнереченск и Южно-Сахалинск.

### Часовая зона
Город Ейск, так же как и весь Краснодарский край, находится в Moscow Time Zone (MSK). Смещение относительно UTC составляет +3:00. Время в Ейске соответствует географическому поясному времени. Время Ейска, как и всего Краснодарского Края соответствует Московскому времени.

### Климат
Климат Ейска — влажный континентальный, с мягкой зимой и жарким летом (Dfa). Среднемесячные значения температуры воздуха схожи со значениями, характерными для города Нью-Йорка. Однако, в отличие от северо-восточного побережья США, климат в Ейске отличается меньшим количеством осадков, а также отсутствием частых перепадов температур и менее мягкой зимой.
| Показатель                     | Янв. | Фев. | Март | Апр. | Май  | Июнь | Июль | Авг. | Сен. | Окт. | Нояб. | Дек. | Год  |
| ------------------------------ | ---- | ---- | ---- | ---- | ---- | ---- | ---- | ---- | ---- | ---- | ----- | ---- | ---- |
| Абсолютный максимум, °C        | 15   | 19   | 28   | 29   | 33   | 37   | 40   | 38   | 34   | 32   | 27    | 16   | 40   |
| Средний суточный максимум, °C  | 1,2  | 0,2  | 4,7  | 13,4 | 21   | 25,2 | 27,9 | 27,1 | 21,4 | 14,5 | 7,1   | 1,5  | 13,8 |
| Средняя температура, °C        | −3,9 | −3,3 | 1,1  | 9,2  | 16,8 | 21,3 | 24,2 | 23,2 | 17,6 | 10,8 | 4,0   | −1,1 | 10,0 |
| Средний суточный минимум, °C   | −6,7 | −6,4 | −1,9 | 5,6  | 12,8 | 17,7 | 20,4 | 19,4 | 14   | 7,5  | 1,5   | −3,6 | 6,7  |
| Абсолютный минимум, °C         | −30  | −29  | −31  | −5   | −1   | 4    | 13   | 9    | 1    | −6   | −20   | −25  | −31  |
| Норма осадков, мм              | 36   | 34   | 31   | 33   | 36   | 46   | 48   | 46   | 29   | 39   | 39    | 39   | 456  |
| Температура воды, °C           | 6,6  | 1    | 7,7  | 9    | 17,5 | 22,2 | 24,9 | 23,7 | 18,6 | 11,6 | 10,7  | 7,9  | 13,5 |
| Источник: Туристический портал |      |      |      |      |      |      |      |      |      |      |       |      |      |

| Показатель                                    | Янв. | Фев. | Март | Апр. | Май  | Июнь | Июль | Авг. | Сен. | Окт. | Нояб. | Дек. | Год  |
| --------------------------------------------- | ---- | ---- | ---- | ---- | ---- | ---- | ---- | ---- | ---- | ---- | ----- | ---- | ---- |
| Средний суточный максимум, °C                 | 2,2  | 2,5  | 7,4  | 15,9 | 22,1 | 25,9 | 29,2 | 28,2 | 22,6 | 15,9 | 7,7   | 2,7  | 15,2 |
| Средняя температура, °C                       | −0,2 | −0,2 | 4,3  | 11,7 | 17,5 | 21,7 | 25,2 | 24,5 | 19,2 | 12,6 | 4,9   | 0,3  | 11,8 |
| Средний суточный минимум, °C                  | −2,8 | −3,2 | 1,0  | 7,2  | 12,6 | 17,2 | 20,9 | 20,3 | 15,2 | 9,3  | 2,4   | −2,1 | 8,4  |
| Норма осадков, мм                             | 90   | 77   | 64   | 61   | 60   | 79   | 54   | 55   | 53   | 54   | 73    | 94   | 811  |
| Источник: Метеостатистика Краснодарского края |      |      |      |      |      |      |      |      |      |      |       |      |      |

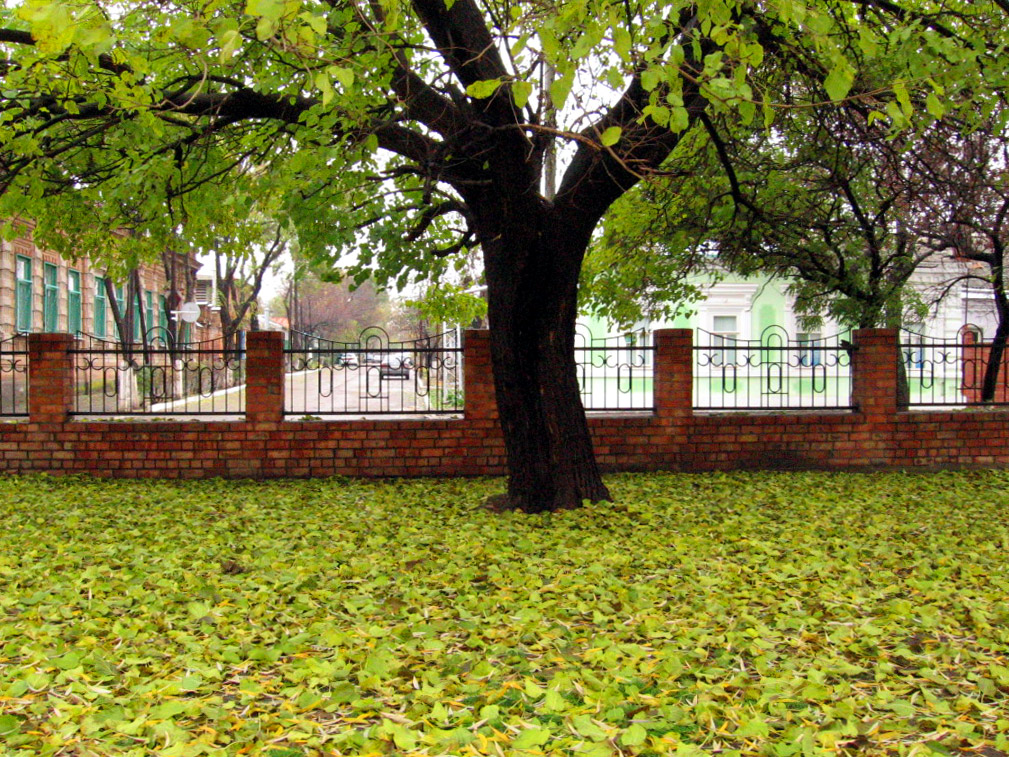
В конце ноября

Погода, присущая зиме, в Ейске приходит довольно поздно. Первый снег появляется не раньше середины декабря, поэтому Новый год чаще всего бывает бесснежным. Средняя температура января равна −0,2 °C. Снежный покров не бывает по-настоящему устойчивым и редко когда держится более двух недель подряд. Однако, морозы ниже −10 °C в Ейске — совсем не редкость. В отдельные годы температура зимой на короткое время опускалась ниже −25 °C.

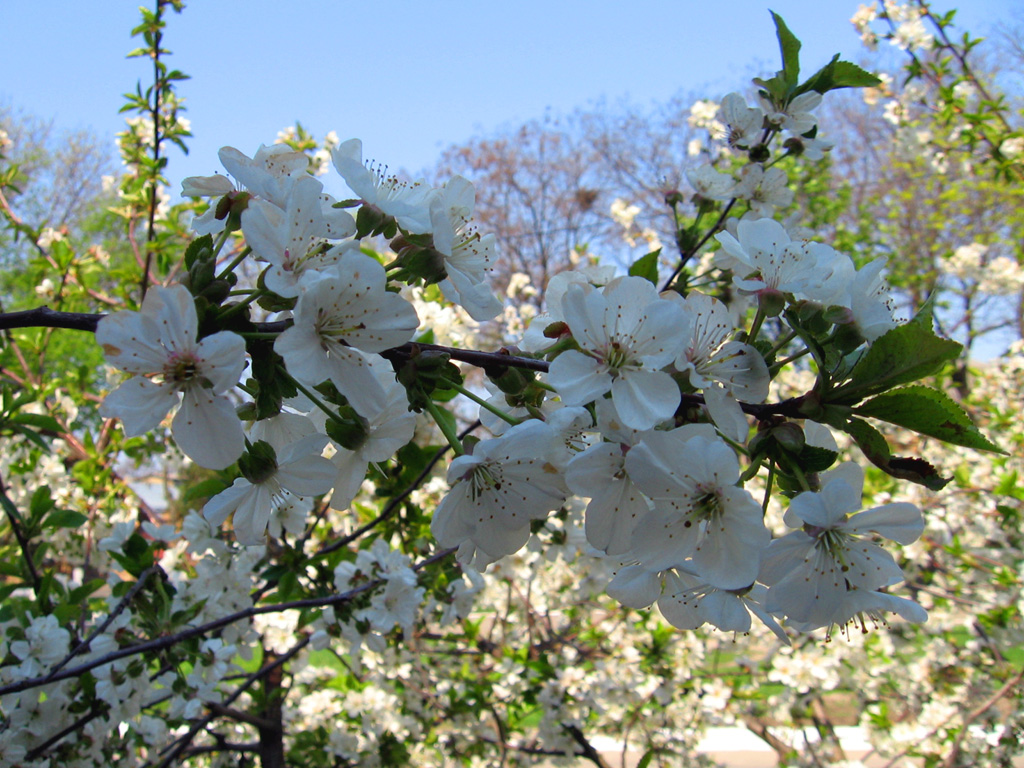
Во второй половине апреля

Весна, как правило, окончательно утверждается в районе Ейска в середине апреля, когда деревья покрываются молодой листвой, а в городских парках и садах расцветают тюльпаны, нарциссы, сирень и фруктовые деревья. И хотя погода в это время может быть довольно изменчивой, в целом она благоприятствует для прогулок на свежем воздухе. Уже в мае морская вода прогревается в среднем до +17,5 °C, что позволяет открыть купальный сезон.
Лето в Ейске очень тёплое и солнечное, среднесуточная температура в июле +24 °C, относительная влажность около 60 %. Летний зной смягчается морскими бризами. Дождливых дней обычно немного, а сами осадки проходят, как правило, в виде коротких ливней и гроз. Средняя температура морской воды в июне +22,2 °C, в июле +24,9 °C, в августе +23,7 °C.
Начало осени в Ейске — так называемый «бархатный» сезон. Температура воды в сентябре равна +18,6 °C, что позволяет продлить отдых на побережье до конца месяца. Для осени в Ейске характерна солнечная, сравнительно тёплая, но ветреная погода. К октябрю городские парки приобретают одновременно зелёные, золотистые и багровые тона. На некоторых деревьях зелёная листва держится вплоть до конца ноября, до первых ночных заморозков.

## Население
Город Ейск основан в 1848 году, его население стремительно рoсло за счёт притока переселенцев. K 1855 году Ейск по числу жителей уже занимал третье место в российском Предкавказье, после Таганрога и Ростова-на-Дону. Hаселение Ейскa, составлявшее около 18 тыс. человек, в середине XIX века вдвое превышало население Екатеринодара (совр. Краснодара). Сильный урон демографии города нанесли бомбежки английской эскадры, хозяйничавшей в акватории Азовa в годы Крымской войны. Хотя население города быстро восстановилось после войны, его дальнейший рост резко замедлился, оставаясь практически нулевым до 1880 года.
| 1849    | 1856    | 1868    | 1869    | 1870    | 1871    | 1872    | 1873    | 1874    | 1875    | 1876    | 1877    |
| ------- | ------- | ------- | ------- | ------- | ------- | ------- | ------- | ------- | ------- | ------- | ------- |
| 2452    | ↗17 500 | ↘2500   | ↗17 778 | ↗18 110 | ↗18 547 | ↗19 039 | ↘18 673 | ↗19 482 | ↗19 572 | ↗19 708 | ↗19 822 |
| 1878    | 1879    | 1880    | 1897    | 1913    | 1926    | 1931    | 1939    | 1959    | 1967    | 1970    | 1973    |
| ↘18 517 | ↗19 882 | ↗27 836 | ↗35 400 | ↗54 800 | ↘37 700 | ↗38 100 | ↗46 939 | ↗55 324 | ↗68 000 | ↘64 418 | ↗68 000 |
| 1976    | 1979    | 1982    | 1986    | 1987    | 1989    | 1992    | 1996    | 1998    | 2000    | 2001    | 2002    |
| ↗69 000 | ↗70 595 | ↗75 000 | ↗77 000 | →77 000 | ↗78 150 | ↗80 500 | ↗85 000 | ↗85 700 | ↘85 000 | ↘84 900 | ↗86 349 |
| 2003    | 2005    | 2006    | 2007    | 2008    | 2009    | 2010    | 2011    | 2012    | 2013    | 2014    | 2015    |
| ↘86 300 | ↗87 000 | ↗87 100 | →87 100 | ↗87 400 | ↗87 533 | ↗87 769 | ↗87 800 | ↘86 943 | ↘86 310 | ↘85 855 | ↘85 760 |
| 2016    | 2017    | 2018    | 2019    | 2020    | 2021    | 2023    | 2024    | 2025    |         |         |         |
| ↘85 192 | ↘84 259 | ↘83 665 | ↘83 053 | ↗83 094 | ↘82 943 | ↘82 534 | ↘82 172 | ↘81 099 |         |         |         |

На 1 января 2025 года по численности населения город находился на 200-м месте из 1124 городов Российской Федерации.
В течение почти всего времени существования Ейска численность его населения постоянно возрастала, вплоть до 2010 года. Благоприятные социально-экономические условия и уникальный климат позволили обеспечить прирост населения в 90-е годы XX в. и в первое десятилетие XXI в. благодаря миграционному притоку из регионов России и стран СНГ.

### Национальный состав
В Ейске также существуют маленькие диаспоры азербайджанцев, грузин, болгар.
| Народ    | Численность, чел. | Доля от всего населения, % |
| -------- | ----------------- | -------------------------- |
| русские  | 20 661            | 54,25 %                    |
| украинцы | 15 874            | 41,68 %                    |
| белорусы | 461               | 1,21 %                     |
| армяне   | 216               | 0,57 %                     |
| другие   | 871               | 2,29 %                     |
| Всего    | 38 083            | 100,0 %                    |

| Народ                     | Численность, чел. | Доля от всего населения, % |
| ------------------------- | ----------------- | -------------------------- |
| русские                   | 81 559            | 92,92 %                    |
| украинцы                  | 2 169             | 2,47 %                     |
| армяне                    | 813               | 0,93 %                     |
| другие                    | 2 389             | 2,72 %                     |
| не указана национальность | 839               | 0,96 %                     |
| Всего                     | 87 769            | 100,0 %                    |

По итогам переписи населения 2020 года проживали следующие национальности (национальности менее 0,1 % и другое см. в сноске к строке «Другие»):
| Национальность | Численность, чел. | Доля     |
| -------------- | ----------------- | -------- |
| Русские        | 78 828            | 95,04 %  |
| Украинцы       | 803               | 0,97 %   |
| Армяне         | 610               | 0,74 %   |
| Татары         | 177               | 0,21 %   |
| Белорусы       | 168               | 0,20 %   |
| Азербайджанцы  | 159               | 0,19 %   |
| Грузины        | 83                | 0,10 %   |
| Другие         | 2115              | 2,55 %   |
| Итого          | 82 943            | 100,00 % |

### Язык
По данным переписи 1897 года:
| Язык                       | Численность, чел. | Доля     |
| -------------------------- | ----------------- | -------- |
| Русский («великорусский»)  | 25 600            | 72,29 %  |
| Украинский («малорусский») | 8 921             | 25,19 %  |
| Армянский                  | 250               | 0,71 %   |
| Польский                   | 143               | 0,40 %   |
| Греческий                  | 132               | 0,37 %   |
| Немецкий                   | 86                | 0,24 %   |
| Белорусский                | 62                | 0,18 %   |
| Еврейский                  | 61                | 0,17 %   |
| Другие                     | 159               | 0,45 %   |
| Итого                      | 35 414            | 100,00 % |

В настоящее время официальным и основным языком города является русский.

## Городской пейзаж
Архитектура

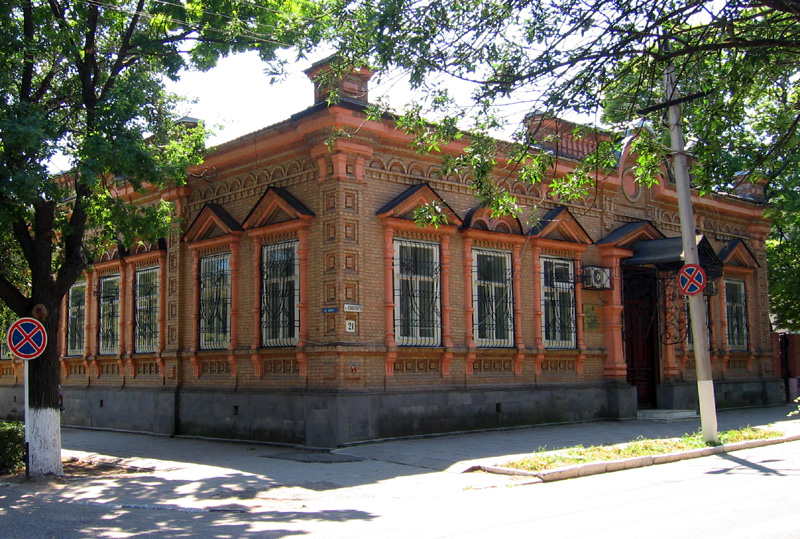
Здание прокуратуры в центре города

Ейск внесён в список исторических мест России. Первый генеральный план города был утверждён ещё основателем Ейска князем М. С. Воронцовым в 1849 году. Проект предусматривал перпендикулярную перспективу 22-х городских улиц, несколько площадей, а также центральный проспект. В 1854—1856 годах был возведён Гостиный двор, являющийся сегодня памятником истории и архитектуры. В 1890—1897 годах была замощена площадь внутри Гостиного двора, а также окружающие его улицы.
Согласно указу императора Николая I все здания в Ейске должны были строиться исключительно по утверждённому плану города.
В архитектурном облике городского центра можно обнаружить все направления русского зодчества второй половины XIX — начала ХХ веков. Купеческие дома того времени отличаются великолепной архитектурой: каждый из них по-своему уникален, красив и своеобразен. В то же время, все здания объединяет многообразие деталей отделки: выкладные кокошники, крылечки, башенки, шатры, теремки, всевозможного рисунка карнизы, кованые ажурные надкрыльца. Такое направление в зодчестве XIX века получило название русского стиля и объяснялось всеобщим увлечением как столичных, так и провинциальных кругов «модой на всё русское», тяготению к известным, проверенным на практике строительным формам.
Современный Ейск представляет собой совокупность архитектуры трёх эпох: царской, советской и конца 1990-х годов. Новый архитектурный стиль только начинает вырабатываться и воплотится, прежде всего, при застройке новых 39-го и 40-го микрорайонов, Таганрогской набережной, а также коттеджного посёлка в Краснофлотском. Эта деятельность непосредственно связана с именами новых руководителей Ейска — Сергея Тулинова и Александра Лащенкова. С конца 1990-х годов интенсивная, плотная и достаточно бессистемная застройка создаёт определённые проблемы даже для местных таксистов — нумерация домов производится в порядке застройки.
Районы города

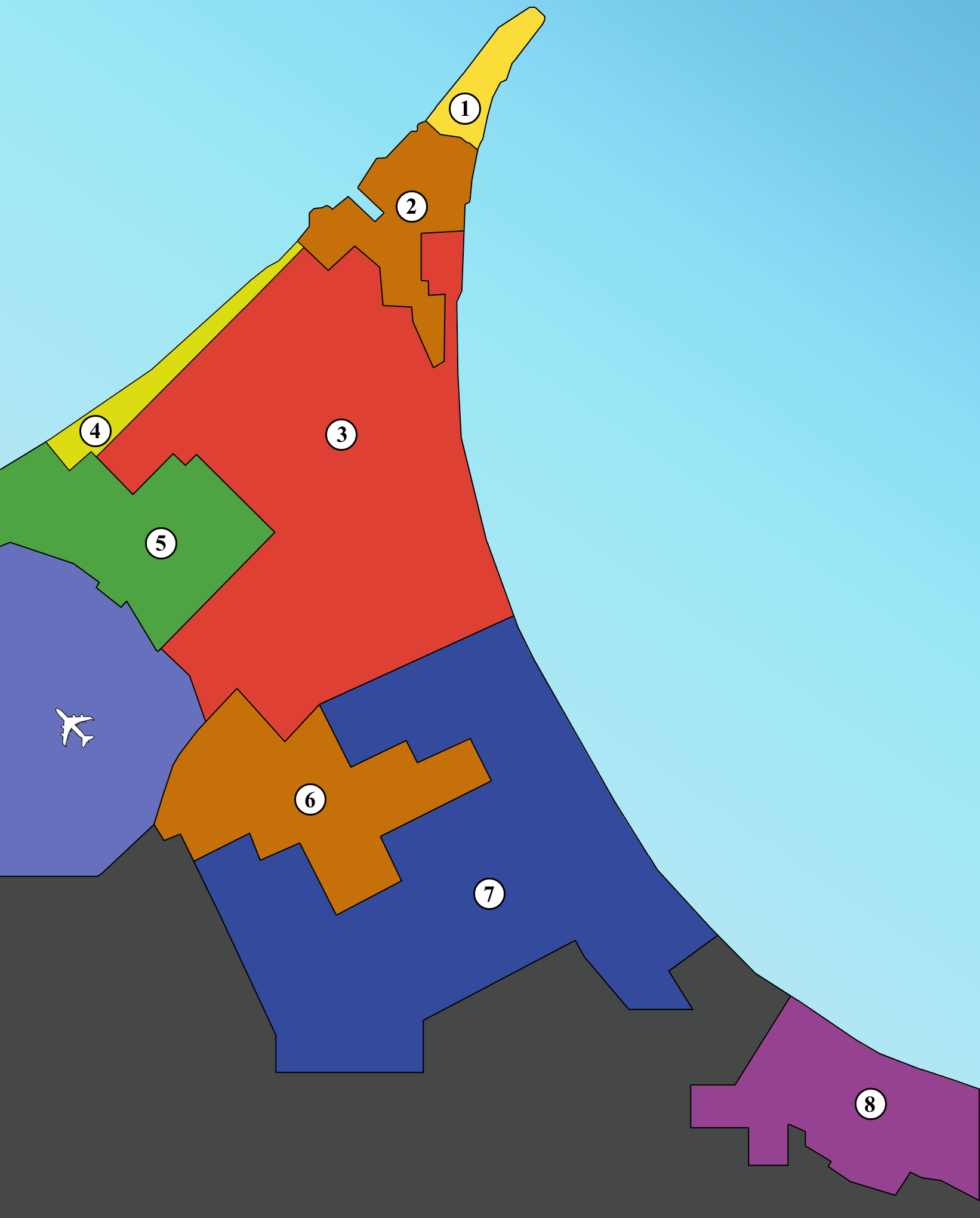
Районы города:
Ейская коса,
Портовая зона,
Купеческий город,
Приморская набережная,
Военный городок,
Промзона,
Новый жилой массив,
Широчанка

Город Ейск условно делится на несколько районов. Наибольший интерес для туристов и гостей города обычно представляет Ейская коса, на которой сосредоточены большинство баз отдыха, главные городские пляжи, а также яхт-клуб и один из городских парков аттракционов. К городской косе примыкает припортовая зона, включающая территорию ейского морского порта, железнодорожной станции, а также нескольких заводов. Новый генеральный план Ейска предусматривает перенос морского порта за черту города.
Далее к юго-западу начинается Купеческий Ейск — историческая часть города, основная застройка которой велась ещё в XIX веке. Условно она ограничена современными улицами Сергея Романа и Богдана Хмельницкого и представляет собой ансамбль множества строго перпендикулярных улиц, сохранивших до наших дней облик провинциального южного портового города. Отдельно выделяют так называемый Центр города — территорию, примыкающую к Гостиному двору и центральному городскому рынку.
С запада город ограничивает территория Ейского аэродрома и микрорайон Военный городок, включающий в себя жилой массив, территорию 859-го Центра боевого применения и переучивания лётного состава морской авиации ВМФ и цеха 570-го авиаремонтного завода (местные его называют — рембаза). Здесь же расположена одна из главных достопримечательностей города — Парк имени Ивана Максимовича Поддубного.
Южнее исторической части города расположились городская промзона (сейчас она почти вся застроена магазинами и складами) и т. н. новый жилой массив, включающий в себя 2-й, 3-й, 37-й, 38-й микрорайоны, и так называемое «Поле слёз» — достаточно крупный коттеджный посёлок, названный так в честь известного в своё время мексиканского телесериала «Богатые тоже плачут»…. В 2019 году начато строительство 39-го и 40-го микрорайонов. Это самые молодые районы Ейска, построенные во второй половине 20-го века и в начале 21-го. Застройка этих районов состоит из преимущественно многоэтажных зданий (большинство 5 этажей), самое высокое здание в городе — 12-этажный жилой комплекс в 3-м микрорайоне.
Далее к юго-востоку расположен посёлок Широчанка, также территориально входящий в черту города. Наконец, в непосредственной близости от Ейск расположены посёлки Ближнеейский, Краснофлотский и Александровка.
Парки и скверы

Памятник Ивану Поддубному

Из-за большого количества деревьев и кустарников Ейск можно считать одним из самых зелёных городов Кубани. Крупнейшим зелёным массивом города является парк имени Ивана Поддубного, знаменитого борца. Здесь собрана одна из наиболее полных коллекций аттракционов России. Большое количество летних кафе, несколько фонтанов, многочисленные аллеи сделали парк Поддубного популярным местом отдыха жителей и гостей города. В парке также работает музей-мемориал Ивана Поддубного. Возле музея установлен памятник Поддубному. Недалеко от музея находится могила легендарного борца Ивана Поддубного. У главного входа в парк (со стороны улицы Первомайской) установлен ещё один памятник Поддубному.
В 15 минутах ходьбы от парка Поддубного по улице Карла Маркса расположен второй по величине городской парк — имени Горького. Он примечателен своими памятниками и скульптурами, здесь расположены детская площадка и кафе, а также православный собор. Также в парке Горького есть много мест для аренды велосипедов/самокатов.
Рядом с городским дворцом культуры, находится Никольский парк (бывший парк Калинина). Это единственный в Ейске парк круглой формы.
Приморский парк расположился у Таганрогской набережной. Наиболее благоустроенная его часть находится рядом с Казачьим куренем, у одного из спусков к морю. Наконец, стоит выделить сквер имени Пушкина, расположившийся в центре города, напротив торгового комплекса «Ейск-Аркада». Небольшие скверы есть также в районе железнодорожного вокзала и второго микрорайона.
Достопримечательности
- Ейский гостиный двор.
- Здание Ксенинской женской гимназии.
- Здание Купеческого собрания.
- Здание Русского банка внешней торговли.
- Здание железнодорожного вокзала.
- Дома купцов Муковнина, Лопаты, Тохова, Агабабова, Луценко, Варварова и др.
- Памятники М. С. Воронцову, И. М. Поддубному, С. Ф. Бондарчуку, Н. В. Мордюковой, Т. Т. Хрюкину, М. Горькому, В. И. Ленину, В. С. Высоцкому и др.
- Гигантское изображение Богоматери[76].
- В 1975 году в память о подвигах танка «Ейский колхозник» — символично был установлен памятник-танк при выезде из Ейск[77].
- В 1975 году 8 мая на Ейской косе был установлен памятник-бронекатер «Ейский патриот» построенный в г. Астрахани в годы войны на деньги ейчан.
- 16 августа 2003 года, в 155-ю годовщину г. Ейск, в городском парке открыли памятник Святителю Николаю Чудотворцу (автором памятника — С. М. Исаков, заслуженный художник РФ)[78].
- 8 июля 2010 года на аллее «Счастливое детство» парка имени Ивана Поддубного был установлен памятник Петру и Февронии Муромским (автор — Анатолий Скнарин)[79].
- 6 июня 2017 года в Ейске открыли бронзовый бюст Пушкина, который был установлен в сквере, носящем имя поэта. Автором бюста является скульптор Дмитрий Лындин. Власти Ейск ко Дню города обещают обустроить возле бюста фонтан, который украсят скульптурами персонажей из сказок Пушкина[80].

Памятники
Памятник князю М. С. Воронцову
Бюст Ивана Поддубного
Памятник Николаю Чудотворцу

## Курорт
В 2006 году Ейску был присвоен статус города-курорта. В начале 2007 года ейчане выступили с инициативой о развитии Ейского полуострова как курорта федерального значения. В 2008 году Правительство России должно было утвердить федеральную целевую программу комплексного развития российского побережья Азовского моря, в рамках которой были выделены существенные финансовые средства на решение проблем инфраструктуры Ейска и Ейского района.
В Ейске функционируют несколько пансионатов, множество баз отдыха, развита сеть гостиниц и отелей. За 2017 год в Ейске и Ейском районе отдохнуло более 711 тысяч человек. Благодаря реализации масштабного проекта застройки Таганрогской набережной в Ейске появился океанариум, дельфинарий, несколько гостиничных и торговых комплексов.
Пляжный отдых

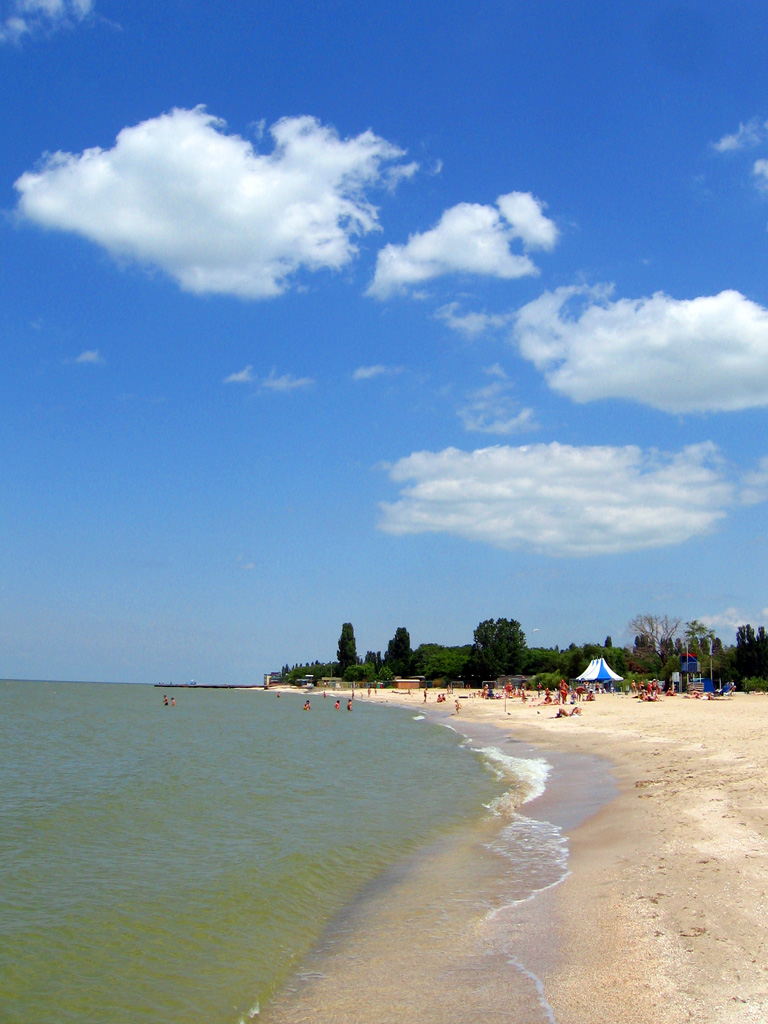
Центральный пляж города Ейск

Пляжный отдых является наиболее популярным в Ейске. Жаркое солнечное лето, песчаные ракушечные пляжи и неглубокое море привлекают тысячи отдыхающих со всей России каждый год.
Основные пляжи (в том числе центральный городской пляж и расположенный напротив него детский пляж) сосредоточены на Ейской косе. Весьма интересен пляж "Молодёжный", расположенный на окончании Ейской косы. Его отличительной особенностью является наблюдаемое со стороны Ейского лимана подводное течение, благодаря которому глубина моря является максимальной.
Особой популярностью пользуется так называемый «Пляж Каменка», расположенный южнее порта. Преимущественно песчаный с северной стороны, к югу пляж постепенно переходит в галечный. Море здесь очень мелкое, во время отливов на поверхность выходят многочисленные отмели, образующие большие песчаные «острова». Попеременное чередование отмелей и более глубокого моря заканчивается только в нескольких сотнях метров от берега.
Отдельные небольшие по протяжённости пляжи есть также на побережье Ейского лимана возле второго микрорайона.
Несмотря на большу́ю протяжённость береговой линии, Ейск испытывает дефицит качественных пляжных территорий. Особенно остро эта проблема ощущается в пик курортного сезона, когда концентрация людей на основных городских пляжах становится очень высокой.
В Ейском районе существует огромное множество приютов для пляжного отдыха. Как правило, они существуют на Должанке, или неподалёку от самого города.
Детский и семейный отдых
В Ейске активно развивается индустрия семейного отдыха. На городских пляжах действуют многочисленные водные аттракционы. В 2007 году на Приморской набережной был построен дельфинарий. К середине курортного сезона 2008 года рядом с ним появился также аквапарк. В районе центрального городского пляжа и в парке И. М. Поддубного работают десятки аттракционов, в том числе два колеса обзора и т. н. «американские горки». В городе есть несколько детских кафе (Бинго-Бонго, «Фикус» и др.), работает киноцентр «Премьер».
Успешно функционируют несколько детских летних лагерей, в том числе: детский оздоровительный лагерь «Ейск», «Дружба», «Чайка», «Сиверко», «Салют». Все 100 % путёвок на курортный сезон 2008 года были распроданы ещё до начала весны.
Лечебный отдых
В 40 км от Ейска находится Ханское озеро, знаменитое своими лечебными грязями и источником йодо-бромных и сероводородных минеральных вод. В санатории «Ейск» с их помощью проводится лечение, способствующее улучшению обменных процессов в организме, выведению солей тяжёлых металлов, радионуклидов, и оказывающее противовоспалительное, болеутоляющее действие и улучшающее двигательные функции.
Виндсёрфинг

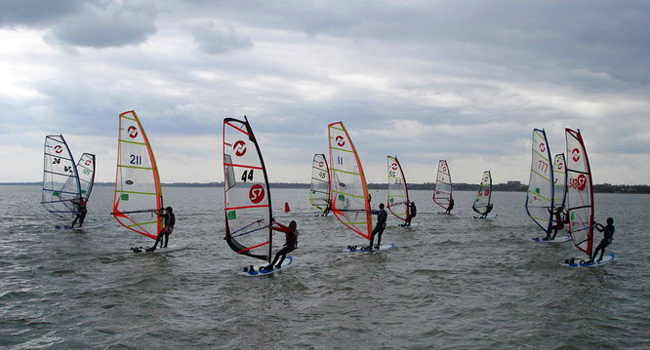
Соревнования по виндсёрфингу

Ейск часто называют «российской меккой сёрфингистов». Первые соревнования по виндсёрфингу были проведены на базе Ейского яхт-клуба ещё в 1999 году. С тех пор число участников и любителей этого зрелищного вида спорта неуклонно росло. В 2003 году были проведены первые соревнования по кайтсёрфингу. В мае 2006 года в соревнованиях приняли участие уже более 150 спортсменов, число гостей со всех уголков России превысило 1,5 тыс. человек. В 2009 году соревнования «ейский кубок» проходили с 1 по 9 мая.
Активный отдых
В Ейске и Ейском районе распространены различные активные виды отдыха: туризм, конный спорт, прыжки с парашютом, охота и рыбалка. Ейск является одним из нарождающихся и весьма перспективных центров яхтинга в России. Ежегодно в начале мая в акватории Таганрогского залива проходит парусный фестиваль крейсерских яхт «Парусная весна в городе Ейске».

## Органы местного самоуправления
Совет Ейского городского поселения Ейского района — представительный орган Ейского городского поселения Ейского района. Совет состоит из 20 депутатов, избираемых на муниципальных выборах на основе всеобщего равного и прямого избирательного права при тайном голосовании сроком на 5 лет. Совет подотчетен непосредственно населению города. В соответствии с законом принимать участие в выборах как в качестве избирателя, так и в качестве кандидата можно по достижении 18 лет на день голосования. При этом с 18 лет можно, например, стать депутатом муниципального совета.
Действующий состав с 2019—2024 годы.
| 1  | Алешин Максим Николаевич        |
| 2  | Батрак Михаил Евгеньевич        |
| 3  | Бережной Александр Владимирович |
| 4  | Гаврилова Дарья Евгеньевна      |
| 5  | Гармашова Людмила Леонидовна    |
| 6  | Дронова Ольга Владимировна      |
| 7  | Запорожченко Олег Олегович      |
| 8  | Захарченко Сергей Геннадьевич   |
| 9  | Кравцова Анна Павловна          |
| 10 | Кухта Иван Николаевич           |
| 11 | Лукьянченко Юрий Юрьевич        |
| 12 | Нестеренко Никита Павлович      |
| 13 | Пикта Павел Евгеньевич          |
| 14 | Розум Ирина Владимировна        |
| 15 | Тихонов Александр Юрьевич       |
| 16 | Тупикова Елена Сергеевна        |
| 17 | Халявка Светлана Валерьевна     |
| 18 | Хижняк Дмитрий Петрович         |
| 19 | Черненко Валерий Владимирович   |
| 20 | Шитаева Татьяна Ивановна        |

Адрес. Бердянская, 136/1, ул. Советов, 131/1, Ейское городское поселение, Краснодарский край, 353680
https://adm-yeisk.ru/deputati
Главы города Ейск
- Литевский Пётр Иванович (1848—1849 годы).
- Голицын Александр Сергеевич (1848—1854 годы).
- Ненашев Владимир Васильевич (1898—1915 год).
- Белецкий Александр Павлович (1993—1994 годы).
- Печеник Владимир Фёдорович (1994—1996 годы).
- Баклицкий Леонид Владимирович (1996—2001 годы).
- Гончаренко Владимир Николаевич (2001—2004 годы).
- Костанов Иван Александрович (2004—2006 годы).
- Тулинов, Сергей Евгеньевич(2006—2007 годы).
- Лащенков Александр Максимович (2007—2011 годы).
- Кульков Валерий Викторович (2011—2020 годы).
- Бублик Роман Юрьевич (декабрь 2021 года — март 2022 года).
- Кияшко Дмитрий Викторович (c 21 июля 2022 года).

## Экономика
В 2017 году доходы бюджета муниципального образования составили 559,7 млн рублей, из них 411,6 млн рублей — собственные доходы, 148,1 млн рублей — средства краевого и федерального бюджетов. Наиболее крупные налоговые поступления в местный бюджет обеспечивают предприятия: АО «НЭСК-электросети» (36,2 млн руб), ООО «Ейскводоканал» (11,1 млн.руб), МБУЗ МО ейский район «ЦРБ» (10,3 млн.руб.), АО «570 АРЗ» (8 млн.руб.), АО «Ейскхлеб» (3,2 млн.руб.), ОАО «Ейский морской порт» (3 млн.руб), АО «Тандер» (2,6 млн.руб.), ОАО «Ейск-Экс-Порт» (2,6 млн.руб.), АО «Ейский портовый элеватор» (2,5 млн.руб.). Среди прочих крупных налогоплательщиков — МУП «Ейские тепловые сети», ООО «Ейск-Порт-Виста», ООО «Ейский рынок», ЗАО «Приазовская Бавария», ЗАО «Санаторий Ейск», ООО «Мосанка», ООО «Ейск-Приазовье-Порт», МУП «ККБУ», АО «Ейскгоргаз» и другие.
Расходы бюджета в 2017 году составили 604,0 млн руб., в том числе: ЖКХ и дорожное хозяйство — 388,4 млн.руб. (64,3 %), культура и молодёжная политика — 111,3 млн руб. (18,4 %), ГО и ЧС — 16,7 млн руб. (2,8 %), обслуживание муниципального долга — 11,9 млн руб. (2,0 %), социальная политика — 6,0 млн руб. (1,0 %), содержание органов местного самоуправления — 35,0 млн руб. (5,8 %), прочие расходы (содержание муниципальных учреждений, СМИ, мероприятия архитектуры и градостроительства, физкультура и спорт и др.) — 34,7 млн руб. (5,7 %). Основная доля социальных расходов финансировалась из бюджета ейского района.
Среднемесячный уровень заработной платы в 2017 году составил 15-20 тыс. рублей.

## Транспорт
Автомобильный транспорт
Город Ейск — автомобильный транспортный узел. Автотрасса краевого значения Р268 Краснодар-Ейск является главной транспортной артерией, соединяющей город с внешним миром, хотя она и проходит через несколько станиц, но и имеет самое лучшее дорожное покрытие, позволяющее держать разрешённую скорость автотранспортного средства. Помимо этого, Ейск связан сетью автомобильных дорог с твёрдым покрытием со всеми крупными поселениями района. Ейский автовокзал обслуживает автобусы около 20 направлений, в том числе на Москву, Краснодар, Ростов-на-Дону, Ставрополь, Армавир, Геленджик, Гуково, Должанскую, Майкоп, Новороссийск, Новощербиновскую, Пятигорск, Северскую, Старощербиновскую, Таганрог, Тихорецк, Шабельское.
Железнодорожный транспорт

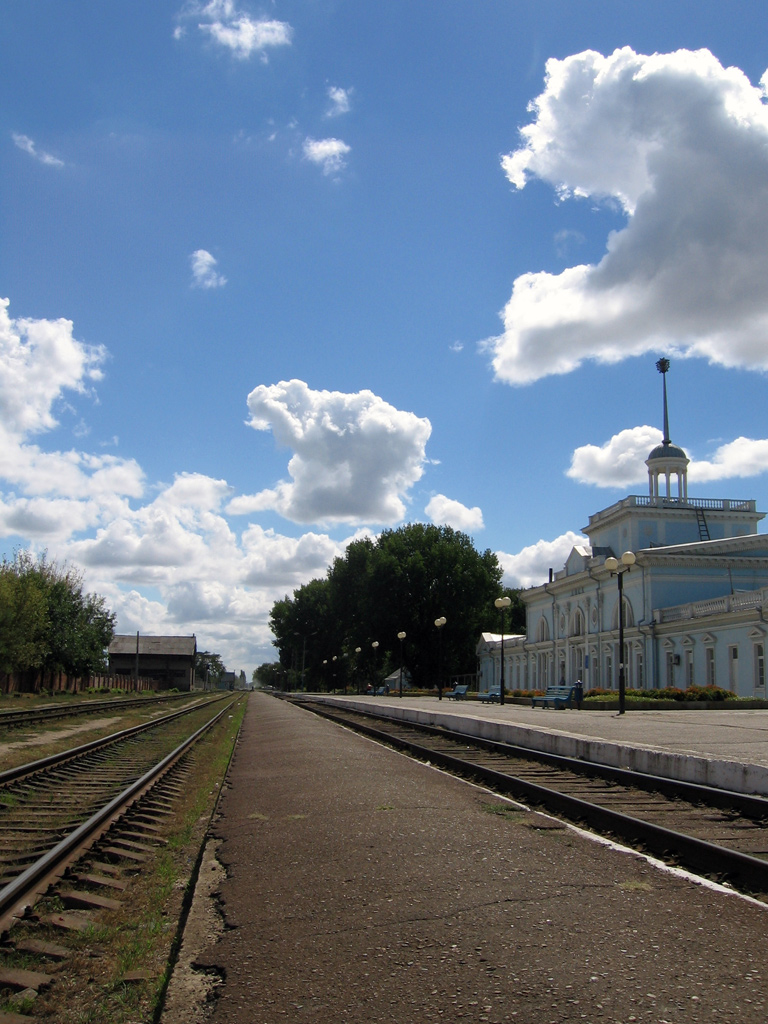
Железнодорожная станция Ейск

Железная дорога связывает город Ейск с крупным ж/д узлом, станцией Староминская-Тимашёвская. От Староминской до Ейска проложен ж/д путь в одну колею, неэлектрифицированный. От Ейска три раза в сутки курсируют два пассажирских рельсовых автобуса нового поколения. До начала кризиса 2008 года в Ейск поездом в любое время года можно было добраться из Москвы, Ростова-на-Дону, Санкт-Петербурга. В настоящее время прямые пассажирские поезда курсируют с 6 июня по конец сентября (в курортный сезон). Раз в сутки ходит поезд № 231/232 сообщением Москва (Киевский вокзал) — Ейск и № 245/246 Санкт-Петербург — Ейск. От ст. Ростов-Главный по выходным дням ходит пригородный дизель-поезд.
ЖД пути также проложены по разным районам города, обеспечивая подвоз грузов к складам, в портовую зону, на элеватор, судоремонтный завод, военный городок.
Аэропорт

Ту-154 RA85614 на авиашоу в Ейске в честь дня Ав. ВМФ

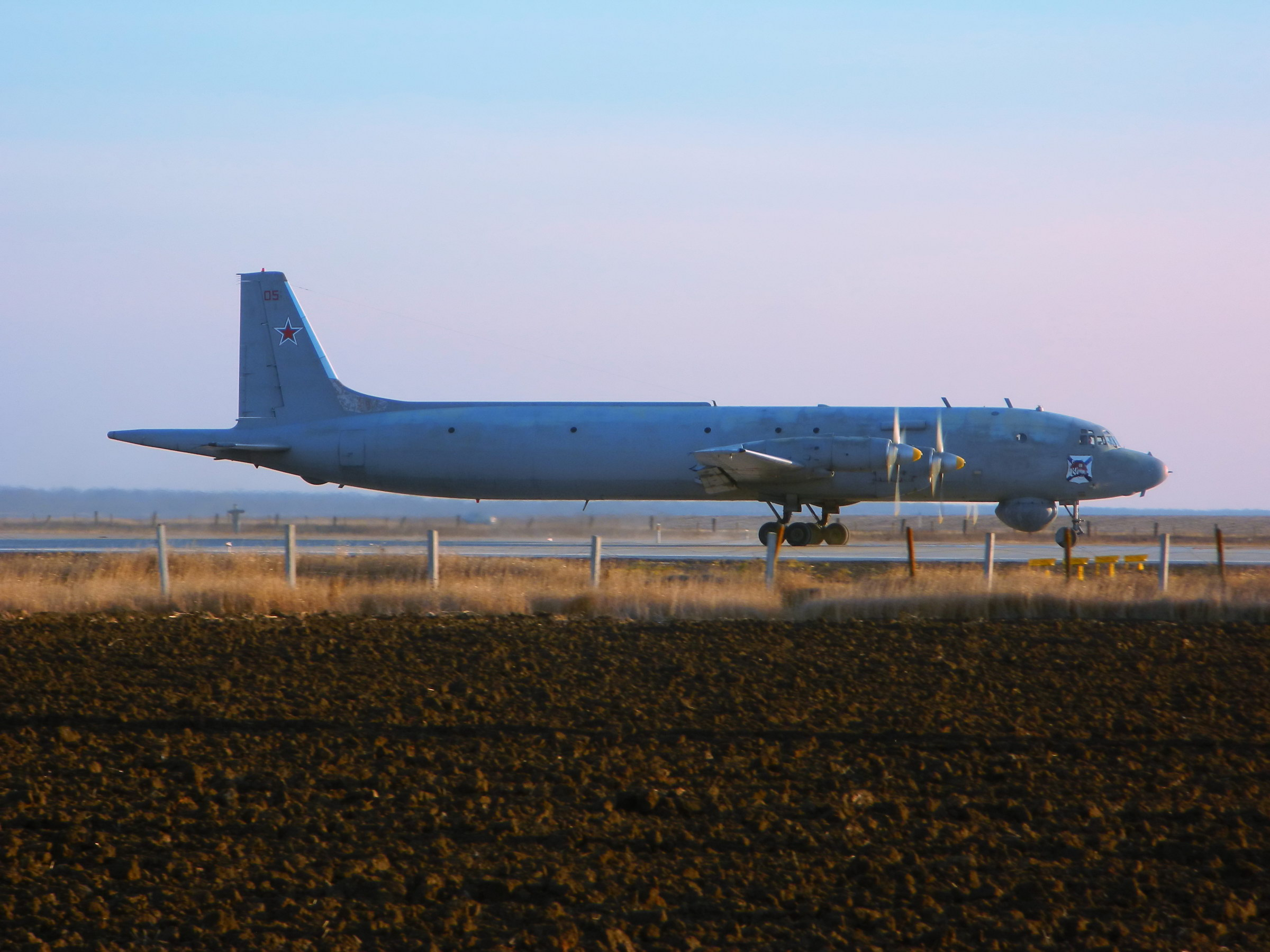
Ил-38 Тихоокеанского флота, во время учебно-тренировочных полётов в Ейске, на новой взлётно-посадочной полосе.

Аэродром совместного базирования, код ИКАО — УРКЕ (URKE).
В 1931 году в город была переведена «Школа морских лётчиков и лётчиков наблюдателей», в дальнейшем реорганизованная в «Военно-морское авиационное училище (ВМАУ) имени Сталина» и далее «Ейское высшее военное авиационное училище (ЕВВАУ) им. дважды Героя Советского Союза лётчика-космонавта СССР В. М. Комарова». Училищу были приданы 959-й и 963-й учебные авиационные полки. Училище проработало до 2011 года, с 2008 года в виде филиала "Военного учебно-научного центра Военно-воздушных сил «Военно-воздушная академия имени профессора Н. Е. Жуковского и Ю. А. Гагарина», и было ликвидировано Приказом Минобороны РФ от 12 июля 2011 года № 1136. Учебные авиаполки в 1993 году был реорганизованы в боевые, 959-й БАП оставался в Ейске. В сентябре 2009 года, в связи с переподчинением аэродрома из состава ВВС в состав ВМФ, 959-й авиаполк расформирован, летающие самолёты перегнаны на аэродром Морозовск (6970-я авиабаза 7-й бригады ВКО), остальные утилизированы. Также при училище работала учебная авиагруппа (УАГ) тренировки космонавтов, с 2003 по 2007 год, на учебно-тренировочных самолётах L-39.
В 2011 году базе училища был сформирован 859-й Центр боевого применения и переучивания Морской авиации на разнородной технике (L-39, МиГ-29, Ан-26, Ил-38, Ту-134, Ту-154, Ка-27, Ка-28 и Ка-29), взамен ликвидированного 444-го ЦБП и ПЛС МА в городе Остров Псковской обл и расформированного 859-го учебного центра в пос. Кача, Крым. Материальная часть 444-го Центра и 859-го учебного центра почти вся была перегнана в Ейск (кроме, Бе-12, Су-24, Ту-22М3 и Ту-142М), в г. Острове на аэродроме развёрнута 15-я авиационная бригада армейской авиации (на вертолётах).
При аэродроме работает 570 авиаремонтный завод Минобороны РФ (открытое акционерное общество «570 авиационный ремонтный завод», при СССР открытое наименование завода — в/ч 13823), который занимается ремонтом авиационных газотурбинных двигателей. Данное предприятие было переведено вместе со «Школой морских лётчиков и лётчиков наблюдателей» — на тот момент это были авиаремонтные мастерские при школе. В 1941 году мастерские стали самостоятельным предприятием.
С 1950 года на аэродроме начинаются полёты и пассажироперевозки по маршрутам местных воздушных линий, в 1957 году построено здание аэровокзала. Также на аэродроме базировался авиаотряд, занимающийся авиационными химработами. В 1993 году пассажирские перевозки были прекращены, однако уже с 2000 года снова возобновлены, по маршруту Москва (Внуково) — Ейск. До 2011 года аэропорт был в состоянии принимать воздушные суда 2–4 класса, то есть массой до 70 тонн.
В связи со строительством игорной зоны Азов-Сити планировалась реконструкция Ейского аэропорта.
В 2011 году пассажирские перевозки приостановлены, Спецстрой РФ начал реконструкцию аэродрома под учебный центр Морской авиации, на котором в том числе строится трамплин — тренажёр палубной авиации типа НИТКА, предназначенный для обучения лётчиков-палубников. Новый тренировочный комплекс должен стать вторым, аналогичным расположенному в Крыму. Окончание строительства авиакомплекса запланировано на 2015 год.
В 2014 году была сдана в эксплуатацию новая взлётно-посадочная полоса 3500×60 м, что позволяет принимать воздушные суда всех типов без ограничения — аэродром стал внеклассным. Осенью 2015 года были выполнены первые полёты с трамплина на палубной модификации самолёта МиГ-29. С 2016 года планируется возобновление пассажирских перевозок.
Городской транспорт
В Ейске хорошо развита сеть маршрутных такси (7 маршрутов, стоимость проезда — 36 рублей), круглосуточно работают несколько таксопарков (Сервис заказа такси «Максим», «Фаэтон», «Виктория», «Навигатор» и др.). Действует также городской автобус (2 маршрута + один сезонный дачный маршрут; подвижной состав: автобусы ПАЗ-3205 и Dongfeng). По городу чаще всего катаются на автобусе.

## СМИ
В Ейске сформировался главный центр медиаиндустрии северной части Краснодарского края. Сегодня в городе выходят несколько собственных газет и журналов, действуют пять местных телекомпаний (в том числе две телерадиокомпании), а также несколько радиостанций.
Основными печатными изданиями города являются газеты «Приазовские степи», «Совет Приазовья», «Пульс недели» и «Деловой Ейск», журнал «Приморский проспект». Их совокупный недельный тираж превышает 100 тыс. экз.
В Ейске работают пять местных телекомпаний. Две из них являются ведущими и выходят с новостными выпусками каждый день. Это телекомпании «Ейск-ТВ» и «ТСТ». Всего же в Ейске принимается более 15 телеканалов. Кроме того местное кабельное телевидение имеет в своём пакете 45 каналов.
Сеть FM-диапазона насчитывает около десятка радиостанций, часть из них транслируется из Ейска:
| Частота   | Название                   |
| --------- | -------------------------- |
| 71,15 УКВ | Радио России / ГТРК Кубань |
| 71,93 УКВ | Радио Маяк                 |
| 87,5 МГц  | DFM                        |
| 88,3 МГц  | Love Radio                 |
| 88,8 МГц  | Юмор FM                    |
| 90,0 МГц  | Ретро FM                   |
| 90,8 МГц  | Новое радио                |
| 91,3 МГц  | Европа Плюс                |
| 91.9 МГц  | Элит FM                    |
| 100,2 МГц | Маруся FM                  |
| 101,1 МГц | Радио Вера                 |
| 101,8 МГц | Радио Русь                 |
| 102,4 МГц | Первое радио               |
| 103,0 МГц | Русское радио              |
| 103,8 МГц | Радио Дача                 |
| 104,2 МГц | Дорожное радио             |
| 104,9 МГц | Казак FM                   |
| 106,7 МГц | Авторадио                  |
| 107.4 МГц | Радио России / ГТРК Кубань |

В городе установлены веб-камеры с видами на детский пляж, центр города.

## Социальная сфера
Медицина
Основными государственными медицинскими учреждениями являются МБУЗ МО ейский район «ЦРБ» и военный госпиталь. На базе ЦРБ развернут региональный сосудистый центр и травматологический межрайонный центр 2-го уровня.
Развито в городе санаторно-курортное лечение, основоположником которого является известный с дореволюционных времён санаторий «Ейск» c водо-, грязе- и бальнеолечением для больных опорно-двигательного аппарата, гинекологических больных и другие направления.
Образование
Помимо дошкольного и полного среднего образования в Ейске можно получить дипломы о среднем профессиональном, а также высшем образовании.
Два профессиональных училища, четыре колледжа проводят подготовку специалистов по медицинскому, педагогическому, сельскохозяйственному, экономическому, морскому, ихтиологическому направлениям.
До 2011 года в Ейске было собственное высшее учебное заведение — Ейский высший военный авиационный институт имени дважды Героя Советского Союза В. М. Комарова.
В Ейске действует Филиал ФГБОУ ВО «Ростовский Государственный Экономический Университет (РИНХ)»
В 2012 году был открыт Ейский казачий кадетский корпус.
Культура

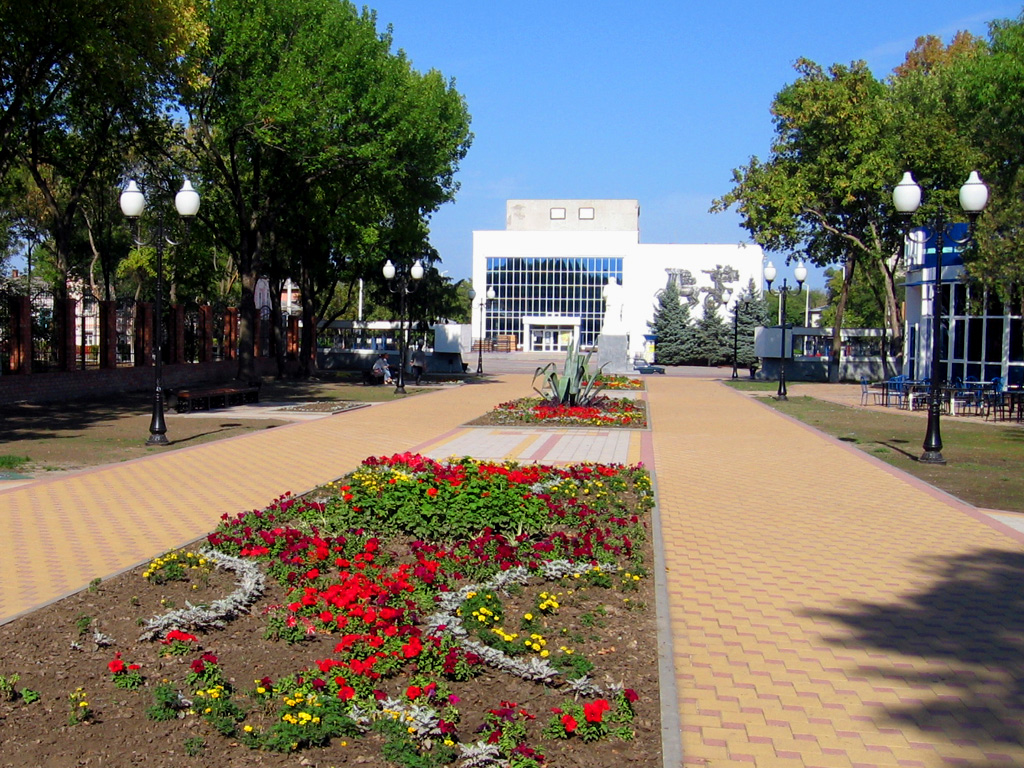
Вид на Городской дворец культуры

Главным центром культурной жизни Ейск является Городской дворец культуры. Также в Ейске находится народный театр оперетты.
Ейский историко-краеведческий музей имени В. В. Самсонова, в котором хранится более 50 тысяч экспонатов по природе, археологии и истории северо-восточного Приазовья, а также более 1,5 тысяч единиц коллекции живописи и графики. Ежегодно музей посещают около 100 тысяч человек. Филиалами музея являются мемориальный музей И. М. Поддубного и мемориальный комплекс «Защитникам Ейска».
Ейская детская школа искусств является одной из самых больших в Краснодарском крае. Централизованная городская библиотечная система располагает в книжном фонде более 400 тысячами книг.
Спорт
В городе имеется 5 детско-юношеских спортивных школ с отделениями баскетбола, волейбола, картинг, бокса, восточного боевого единоборства (каратэ шотокан), греко-римской борьбы, гандбола, лёгкой атлетики, парусного спорта, плавания, прыжков на батуте, тенниса, кикбоксинга, футбола, шахмат и морского многоборья. Особое место в Ейске занимают морские виды спорта: виндсёрфинг, кайтсёрфинг, вейкбординг, водные лыжи, яхтинг. Помимо этого, в районе распространены конный спорт, прыжки с парашютом, спортивный туризм, пляжный волейбол.
Ейские спортсмены ежегодно становятся победителями краевых, общероссийских и международных соревнований. Участники Летних Олимпийских игр 2008 года батутисты Александр Русаков и Дмитрий Ушаков.
В 2007 году в Ейске был построен новый воздухоопорный спорткомплекс «Солнечный». Рядом с ним построены плавательный бассейн и ледовый дворец «Снежинка». Ждёт свой реконструкции и главный городской стадион «Центральный», на котором тренируются спортсмены ейского футбольного клуба «Приазовье». Всего же в Ейске функционирует около 200 спортивных сооружений, в том числе 2 стадиона, 2 плавательных бассейна и 26 спортивных залов.

## Города-побратимы
- Барановичи (Беларусь) (подписано в 2011)
- Борисов (Беларусь)

## Почётные граждане
Почётными гражданами Ейска в разные годы становились:
| - Ананьев, Григорий Павлович - Анохин, Генрих Иосифович - Баклицкий, Леонид Владимирович - Балев, Борис Фёдорович - Долуда, Николай Александрович - Запорожченко, Олег Гавриилович - Коков, Казантемир Дзаналгиевич - Колесников, Александр Александрович - Котенко, Евгений Александрович - Кряжевских, Николай Фёдорович - Меняйлов, Николай Иванович | - Михайлов, Владимир Сергеевич - Мордюкова, Нонна Викторовна - Никишин, Дмитрий Николаевич - Павленко, Николай Иванович - Романенко, Борис Иванович - Речестер, Александр Эмильевич - Тарада, Юрий Григорьевич - Тхор, Борис Иванович - Хижняк, Иван Лукич - Чепель, Михаил Иванович - Яшин, Иван Михайлович |

## Галерея

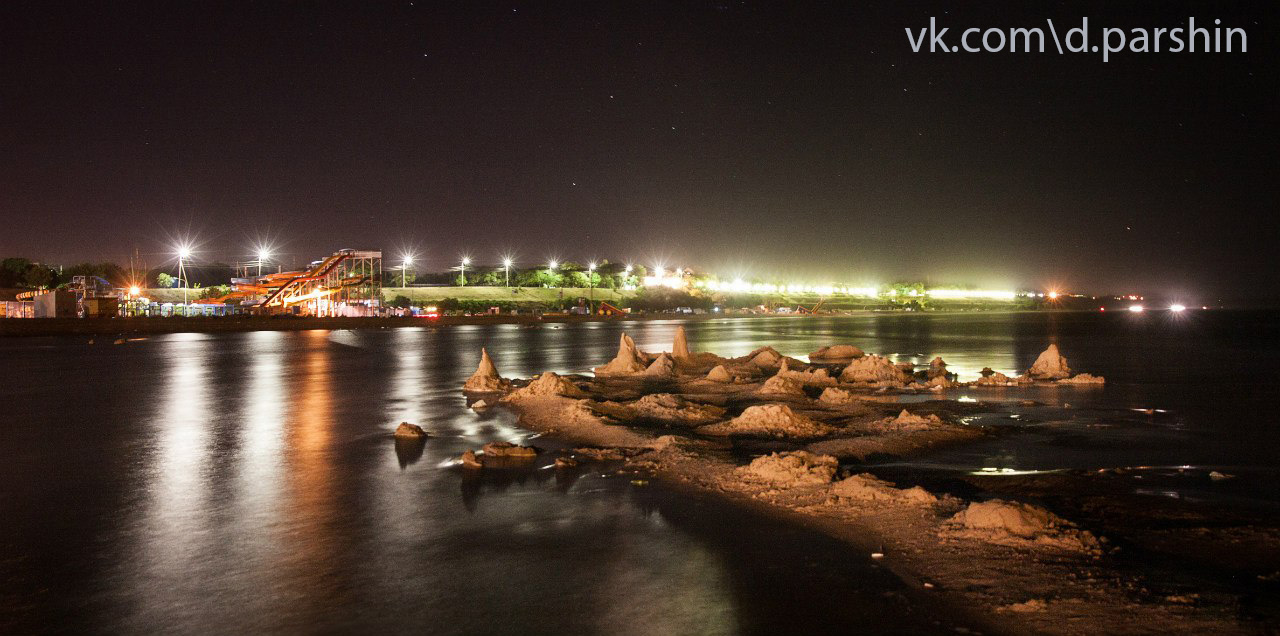
Пляж Каменка ночью
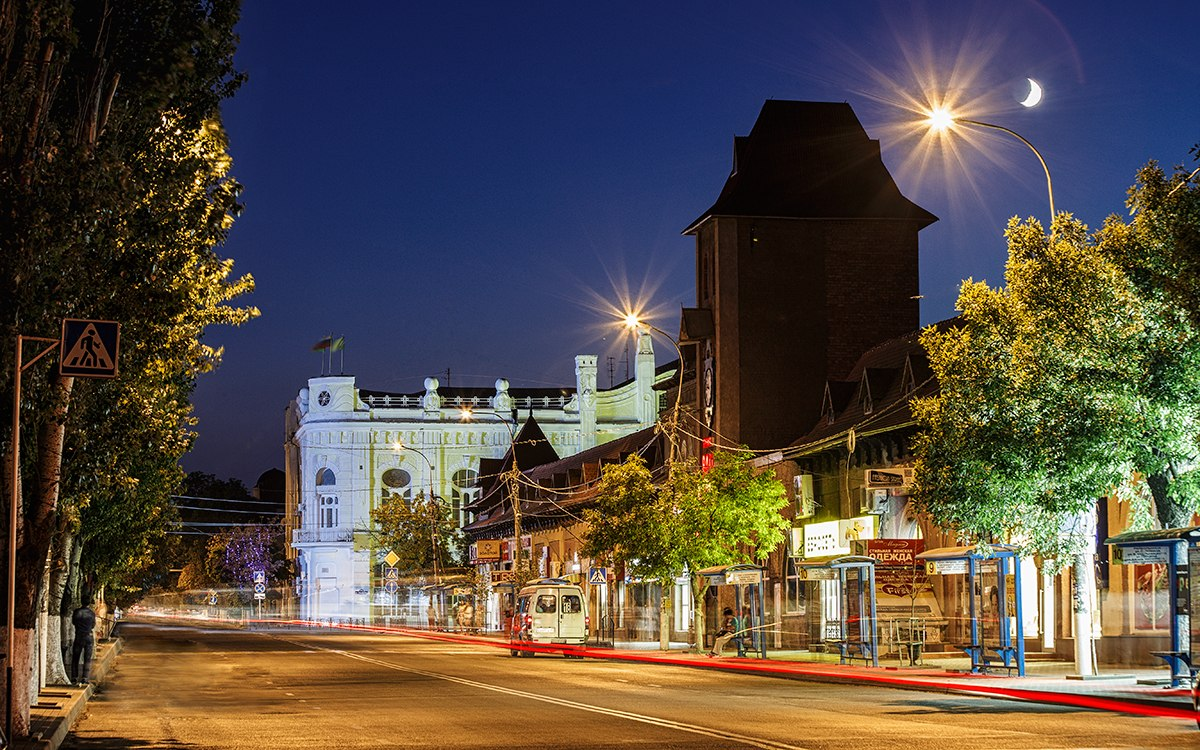
Центр города ночью
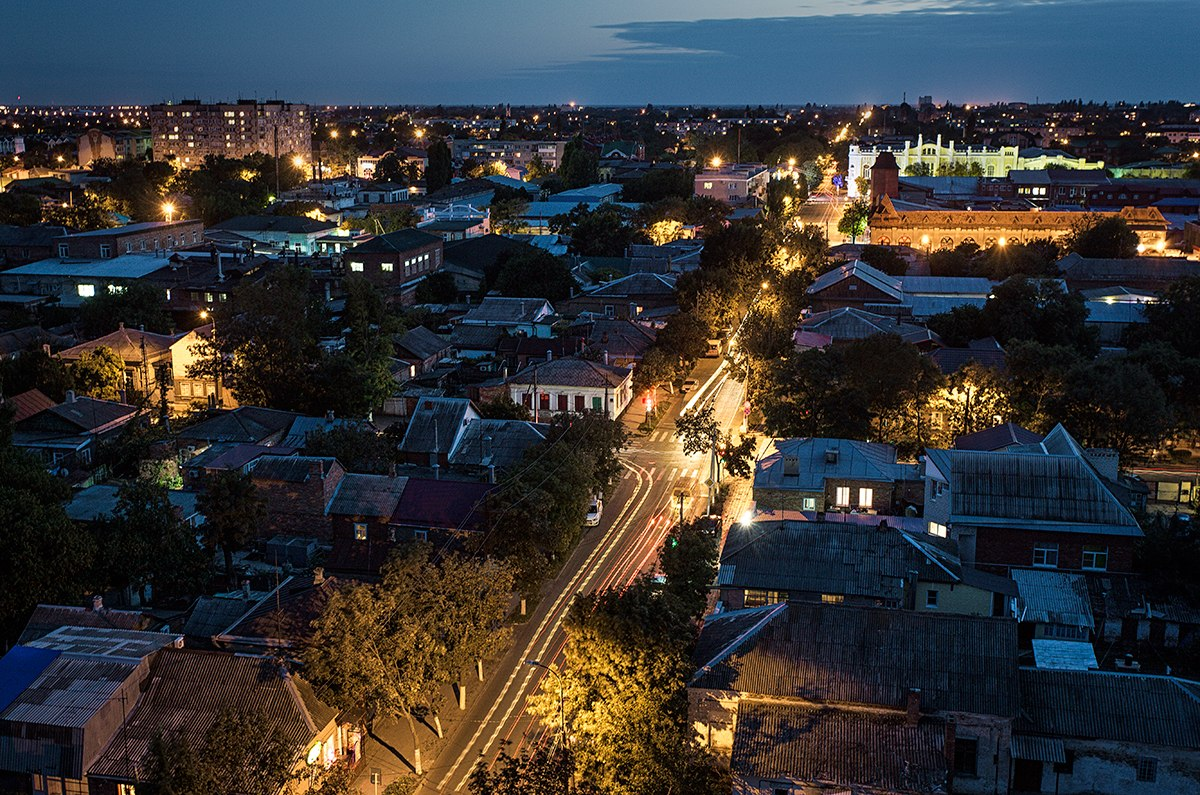
Ейск ночью
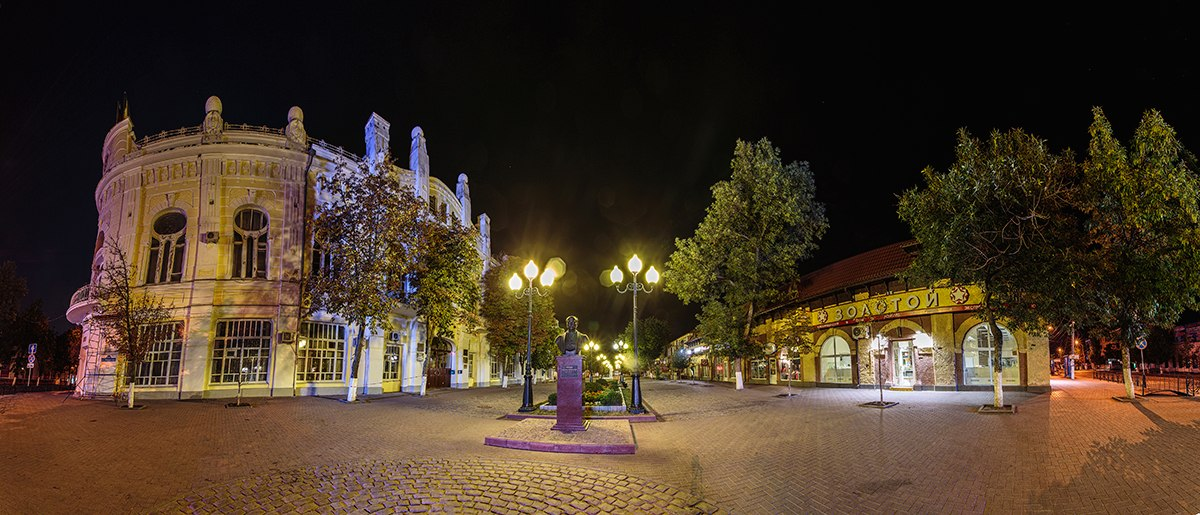
Панорама центра
Приморская набережная Ейска
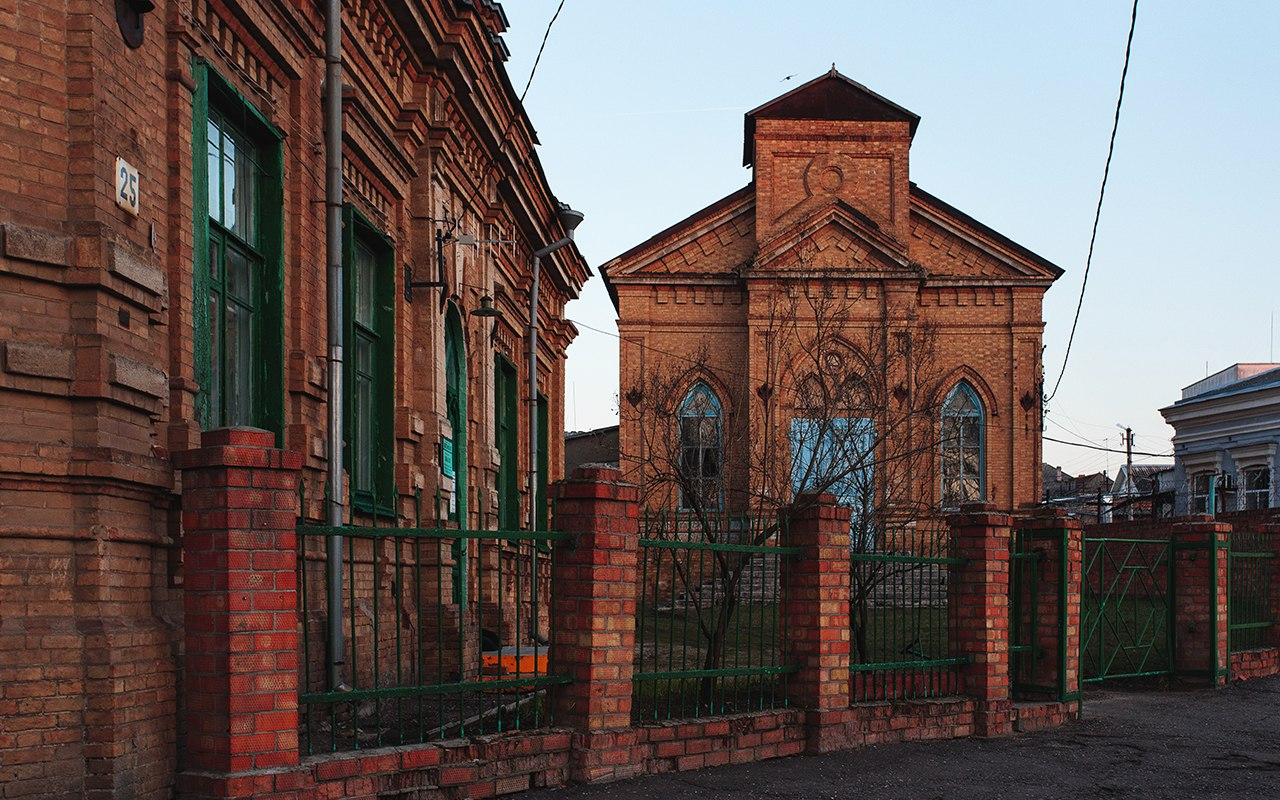
Здание бывшей кирхи в Ейске.
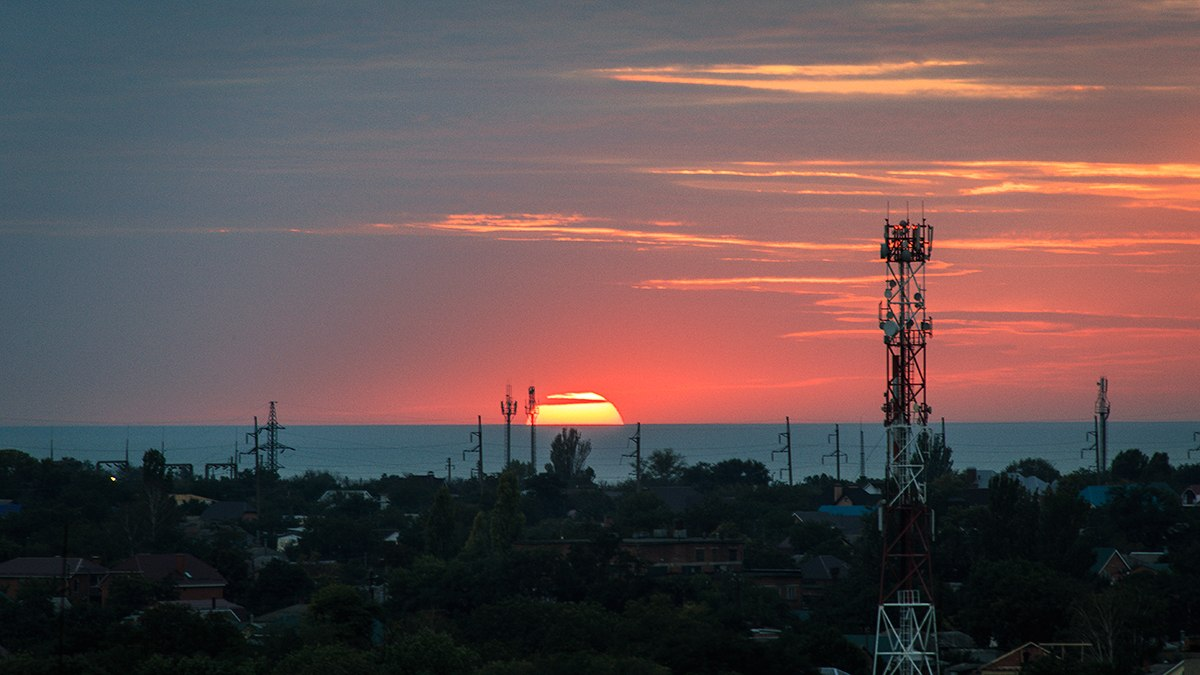
Закат над Ейском
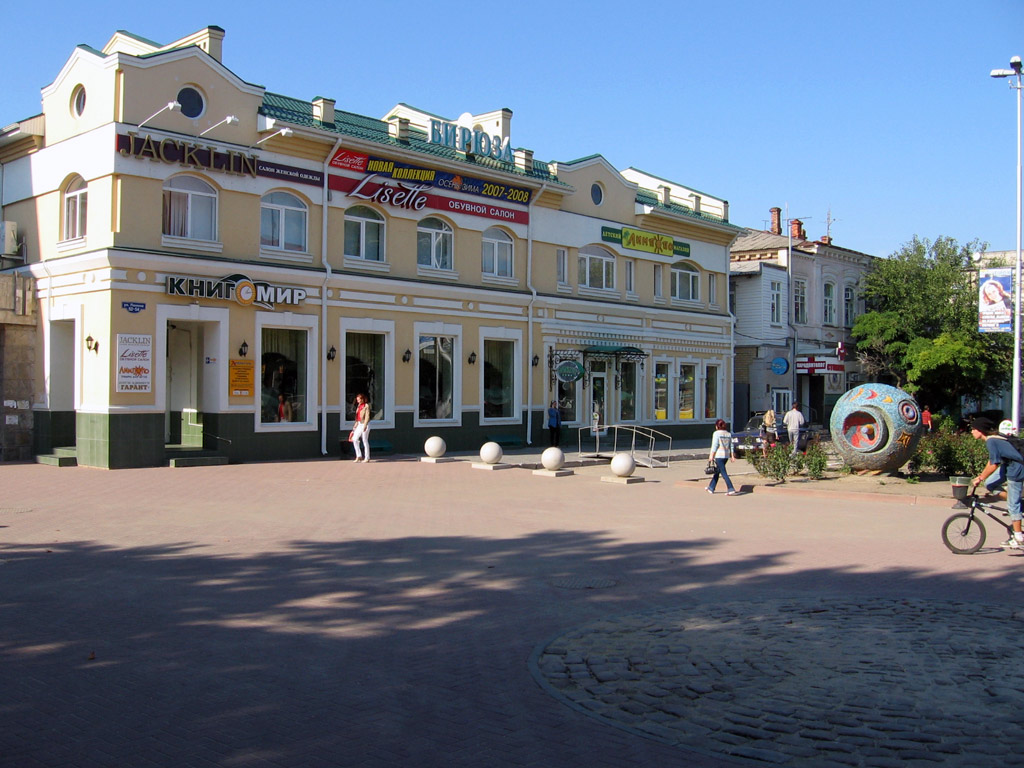
В центре города
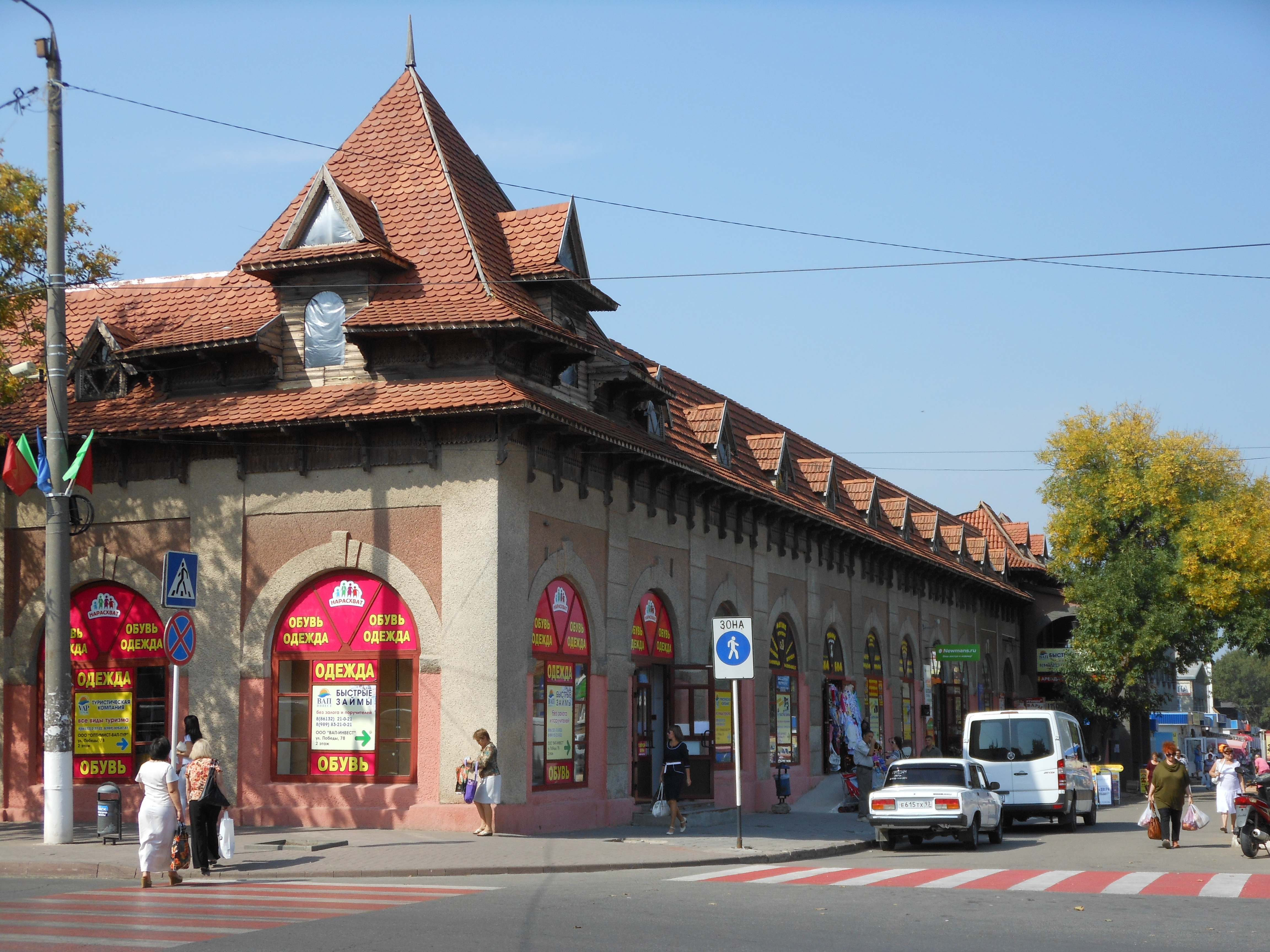
Гостиный двор
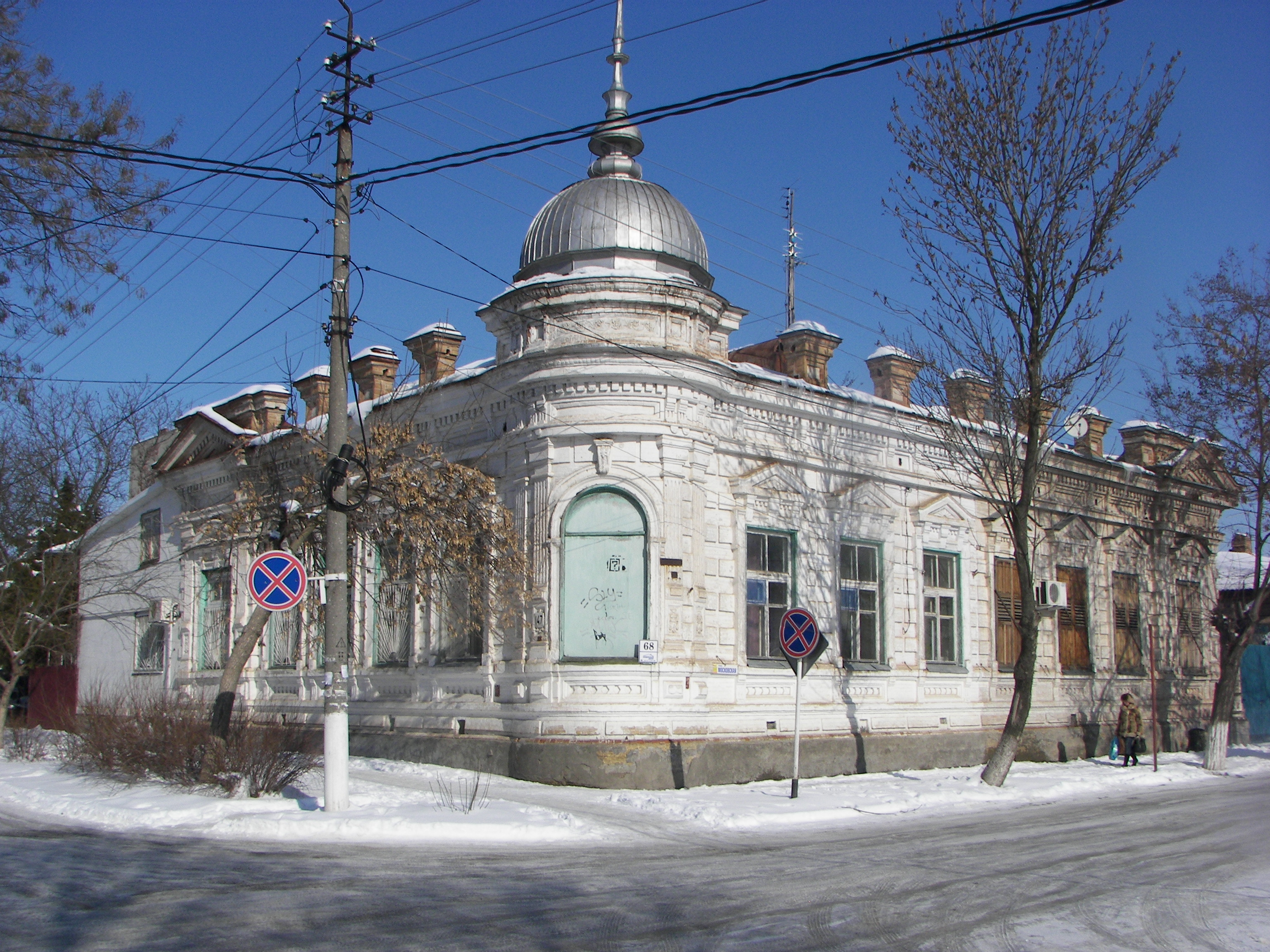
Дом Тохова
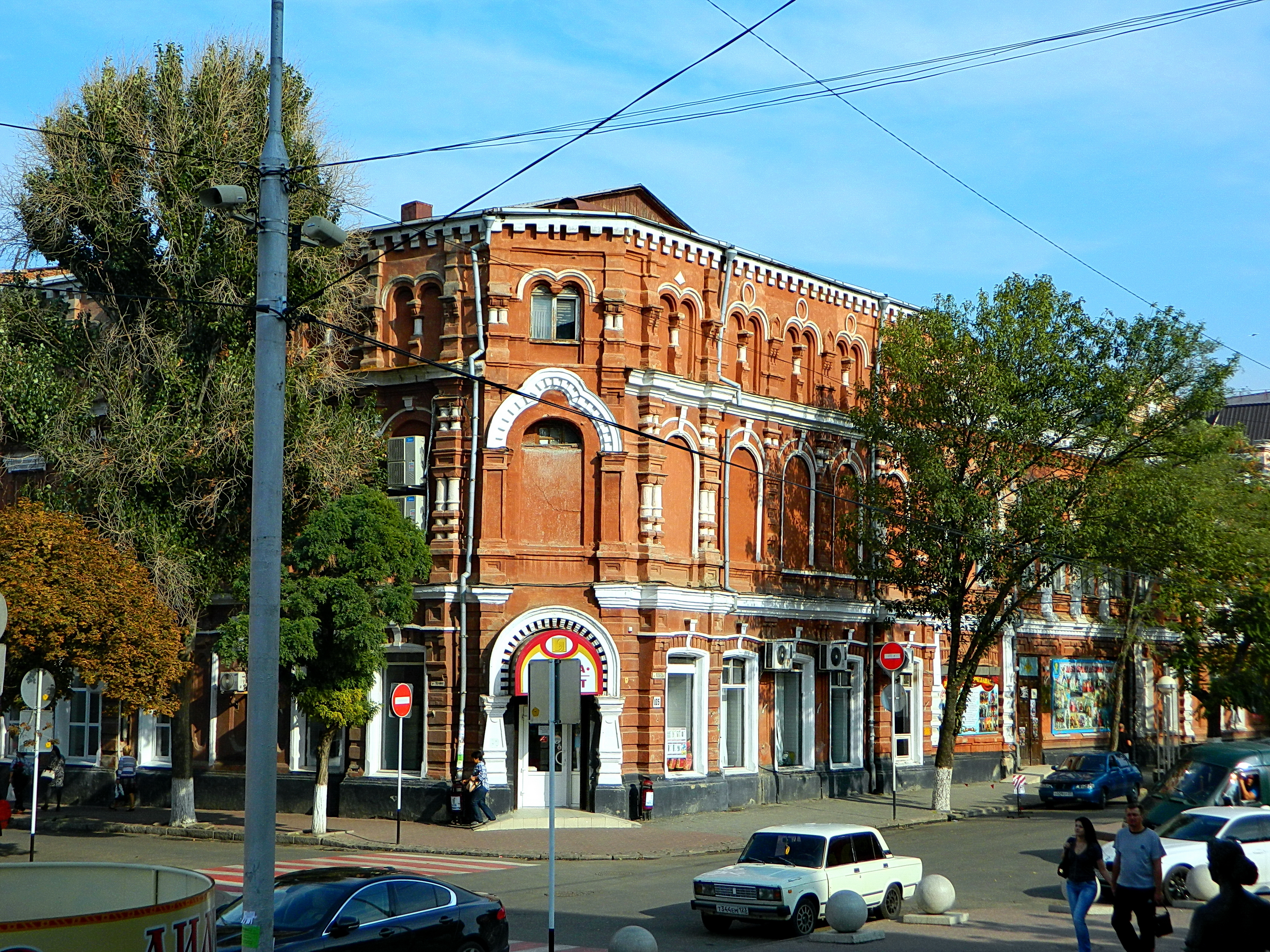
Дом Офицеров
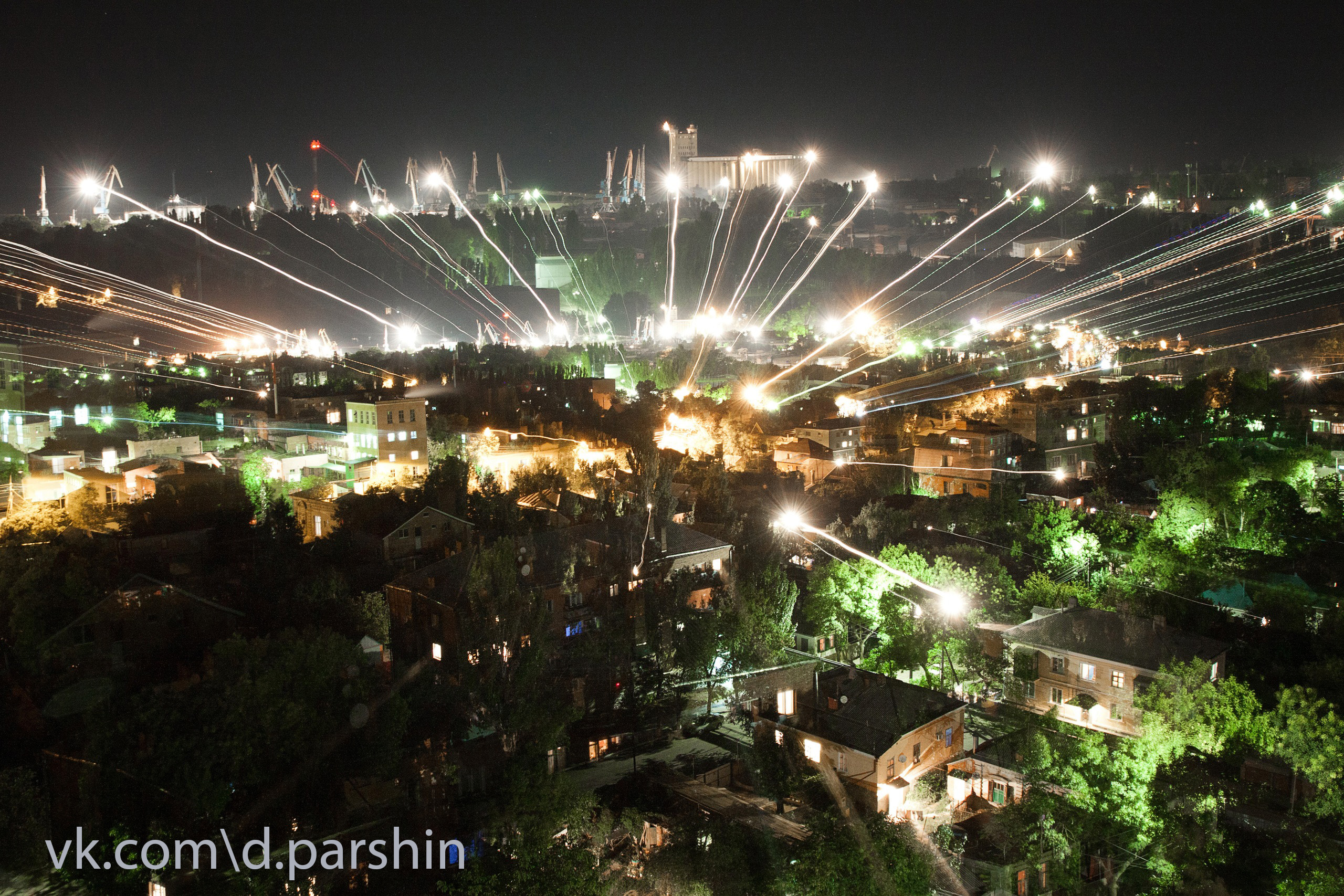
Район «Купеческий город» ночью
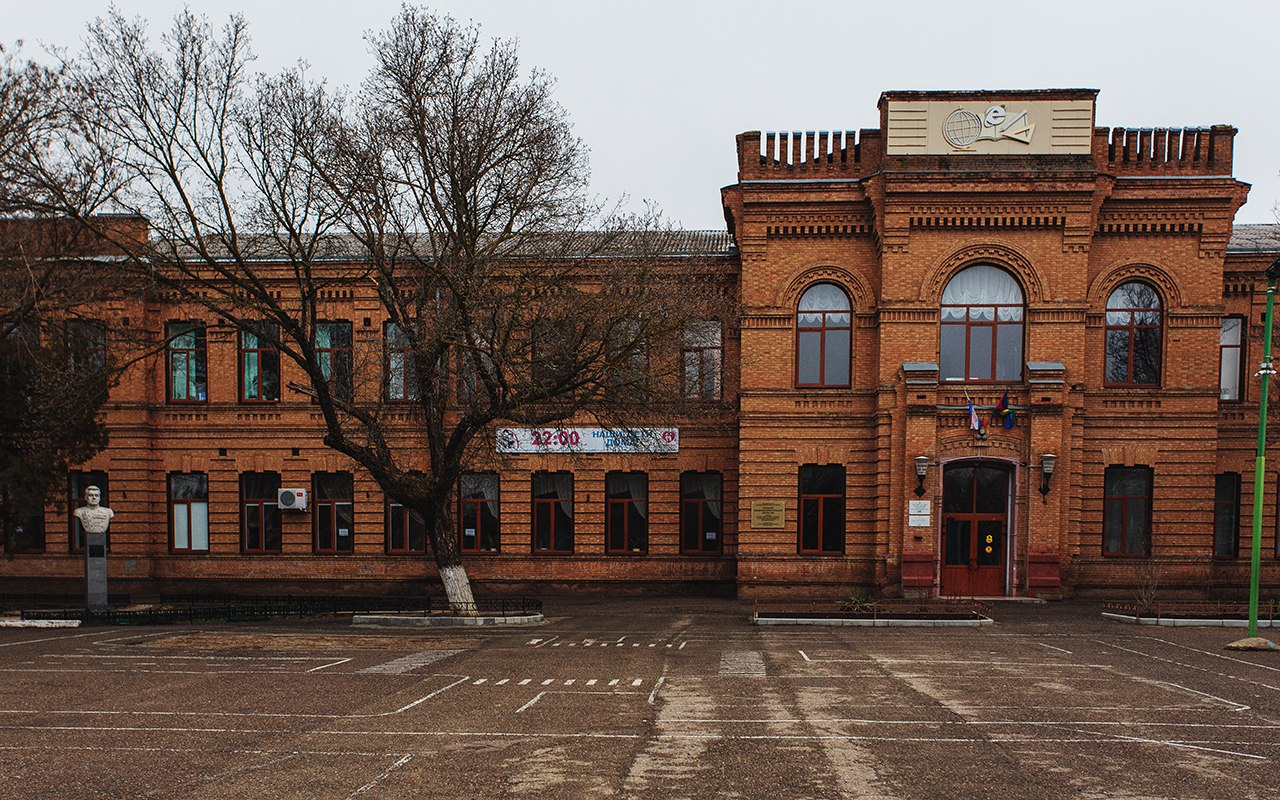
Школа №2
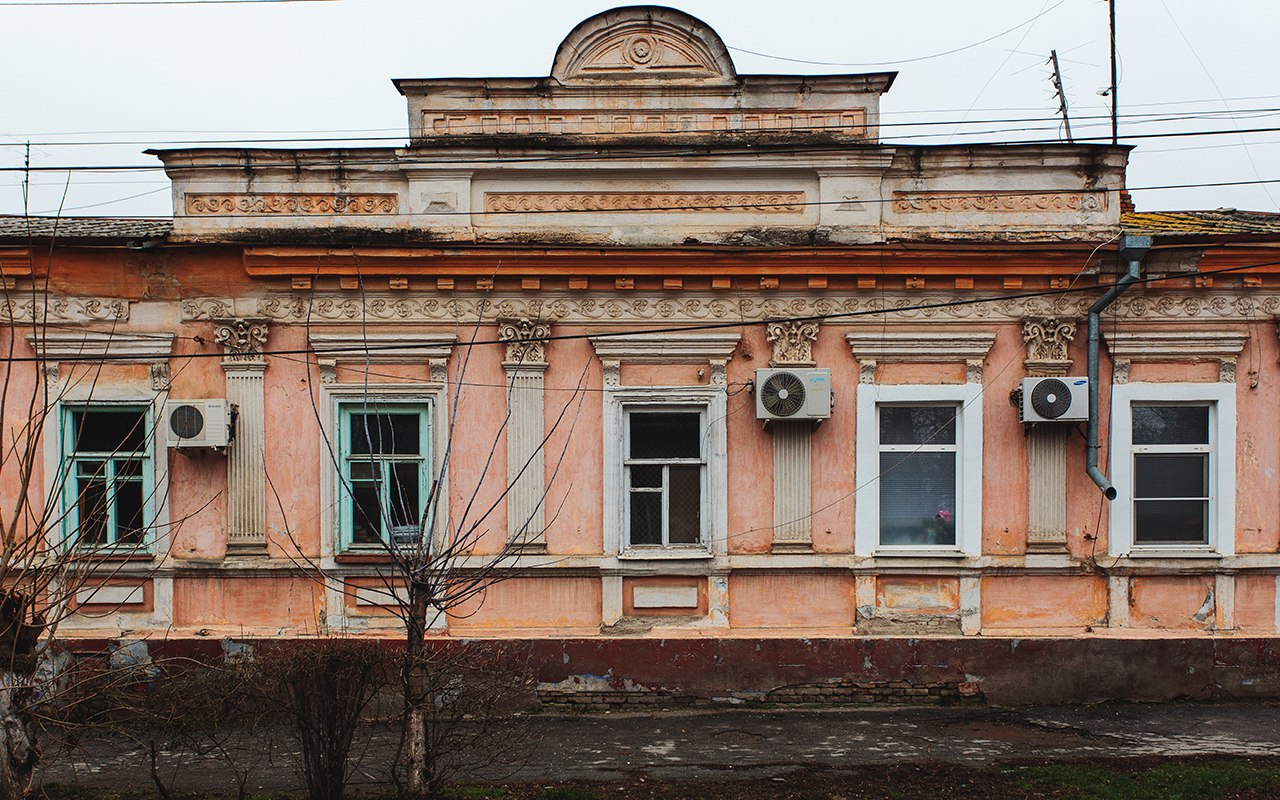
Старая архитектура Ейска
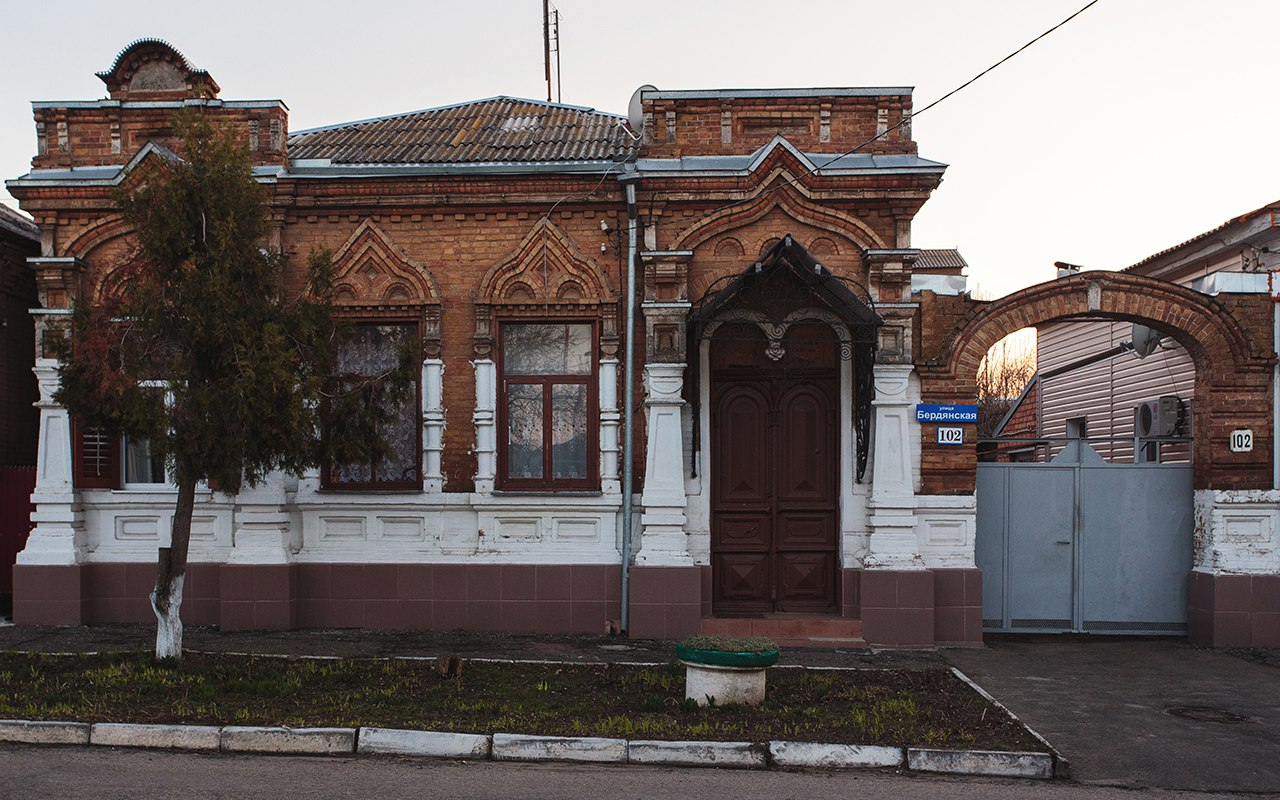
Старая архитектура Ейска
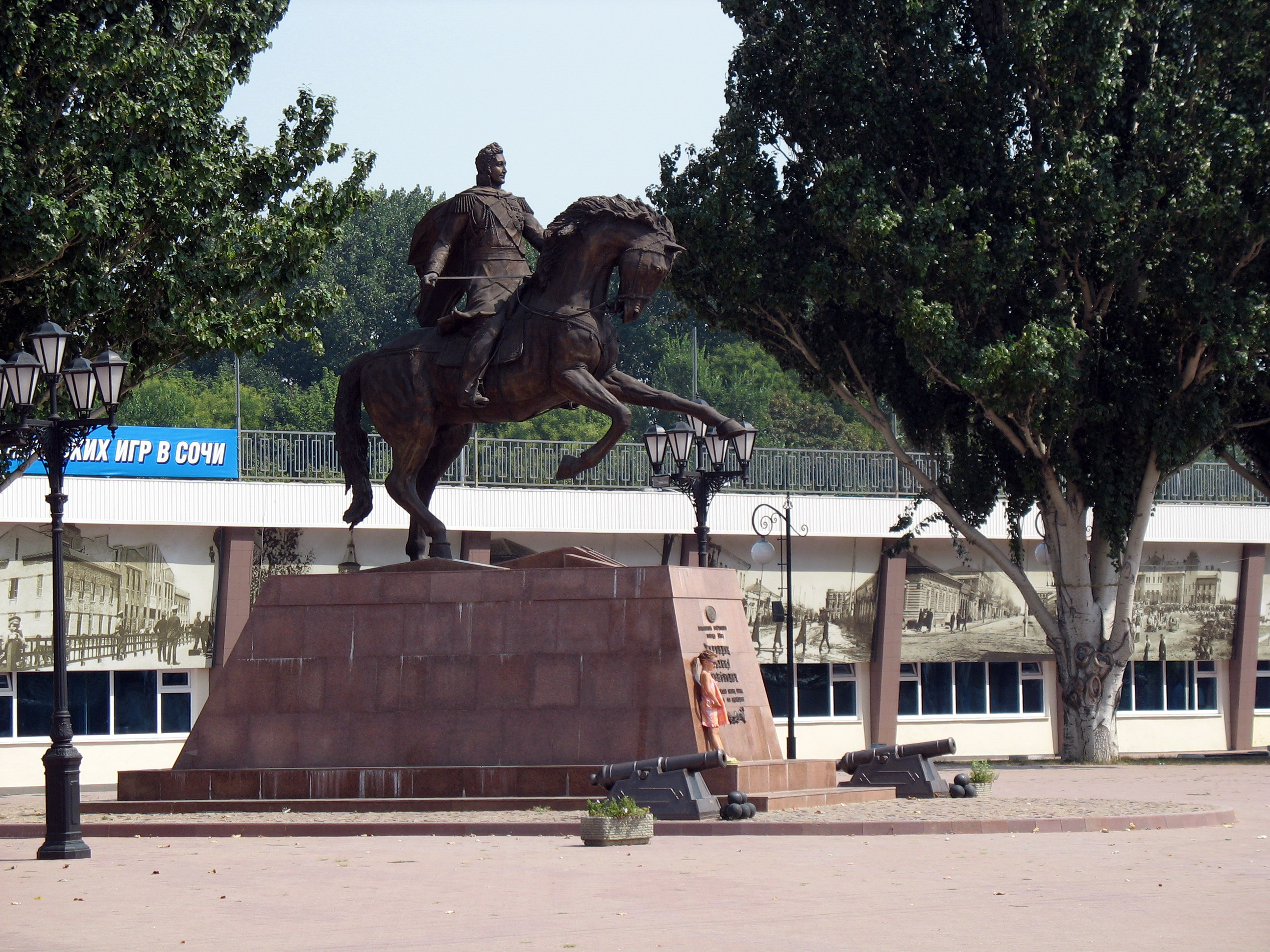
Памятник основателю города князю Воронцову возле центрального стадиона
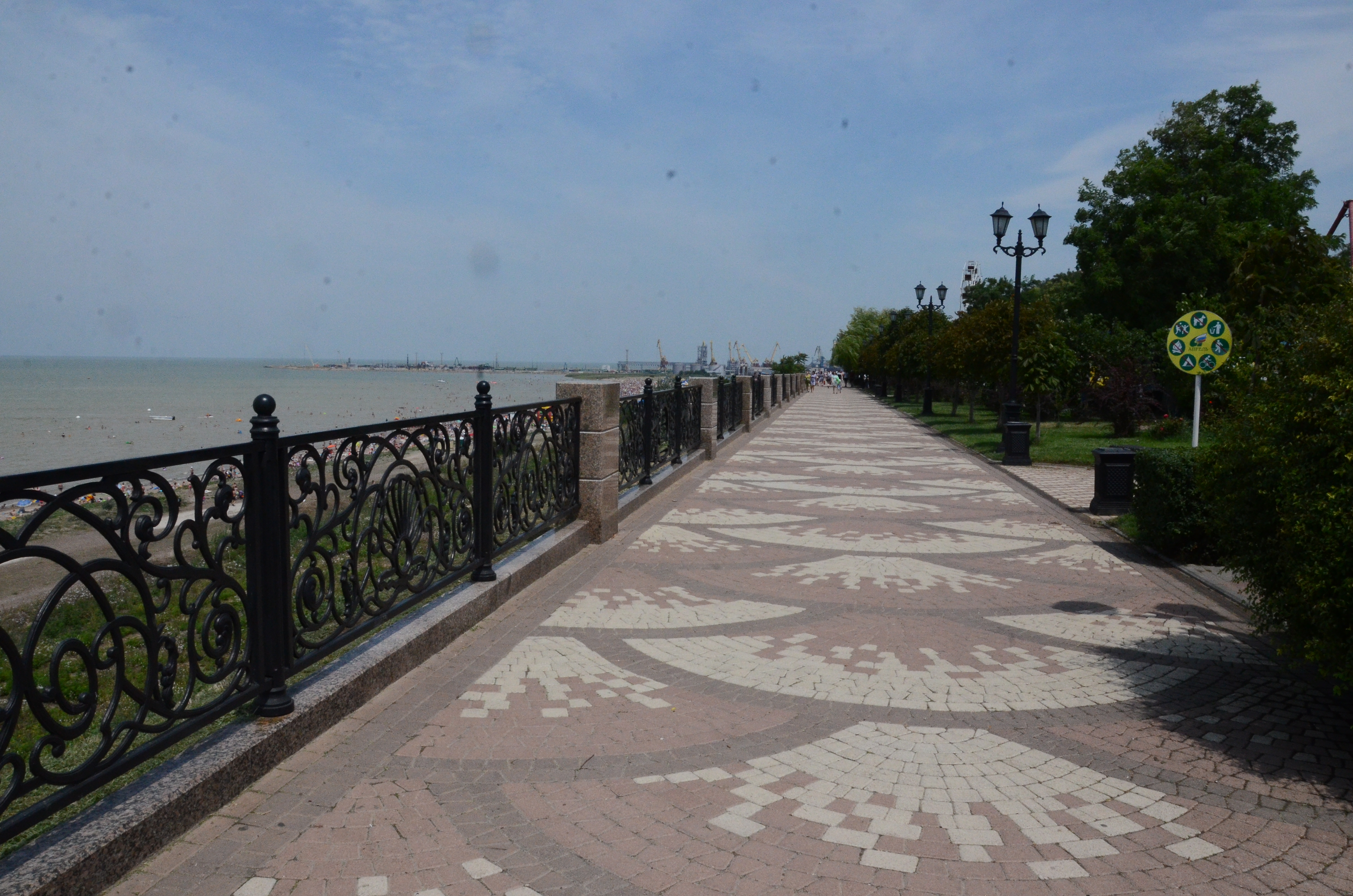
Набережная
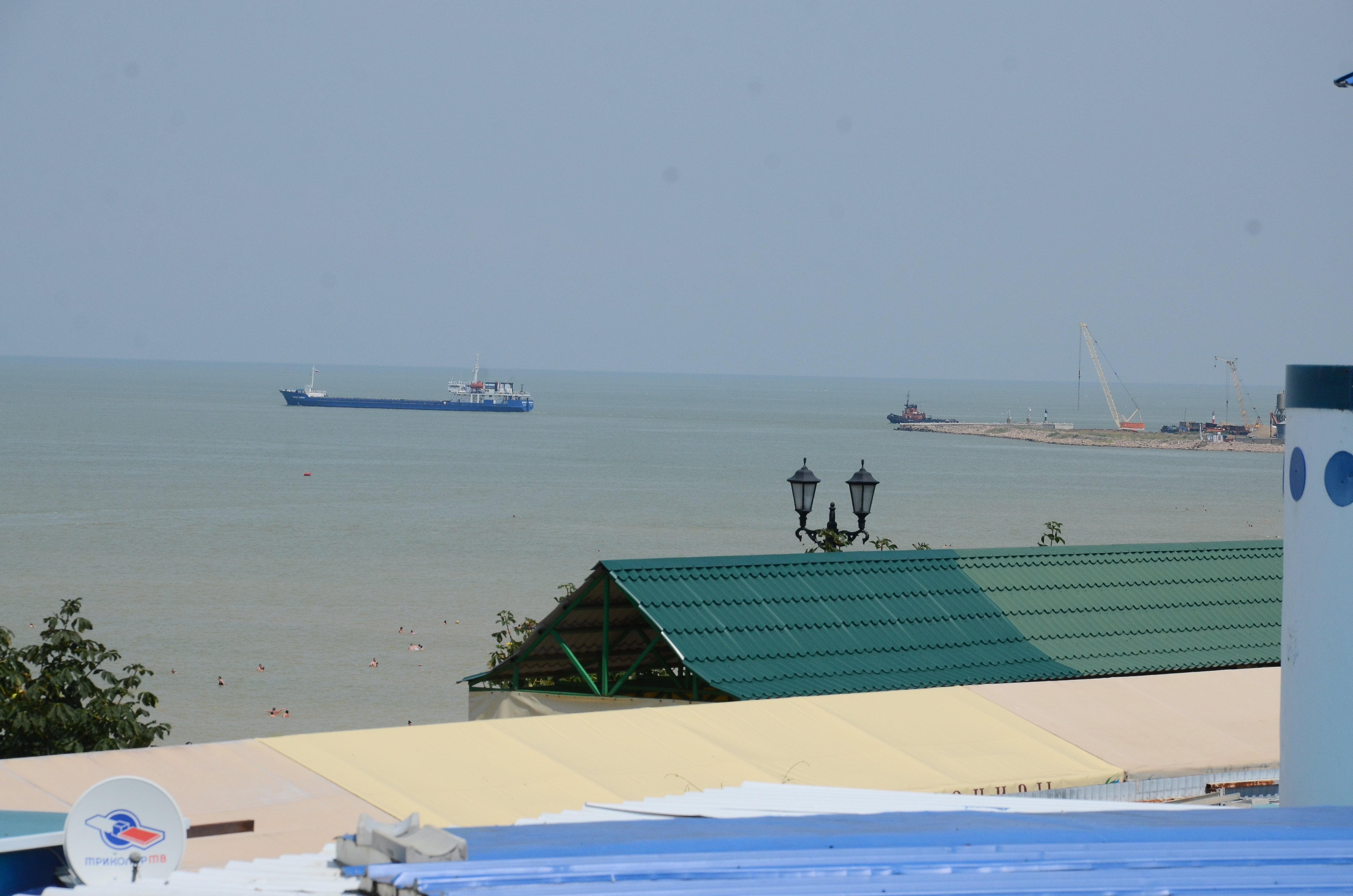
Выезжающий корабль с порта
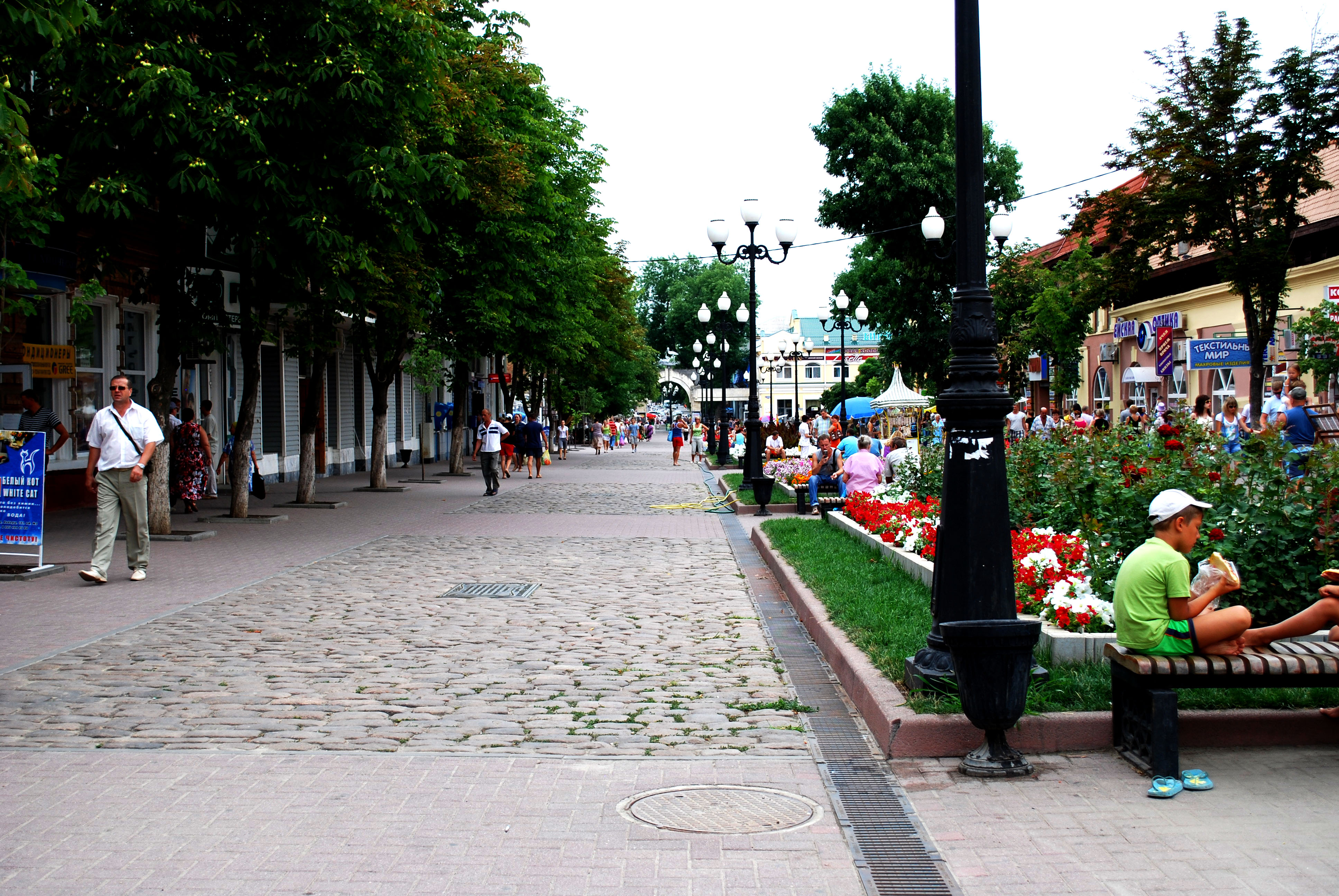
В центре
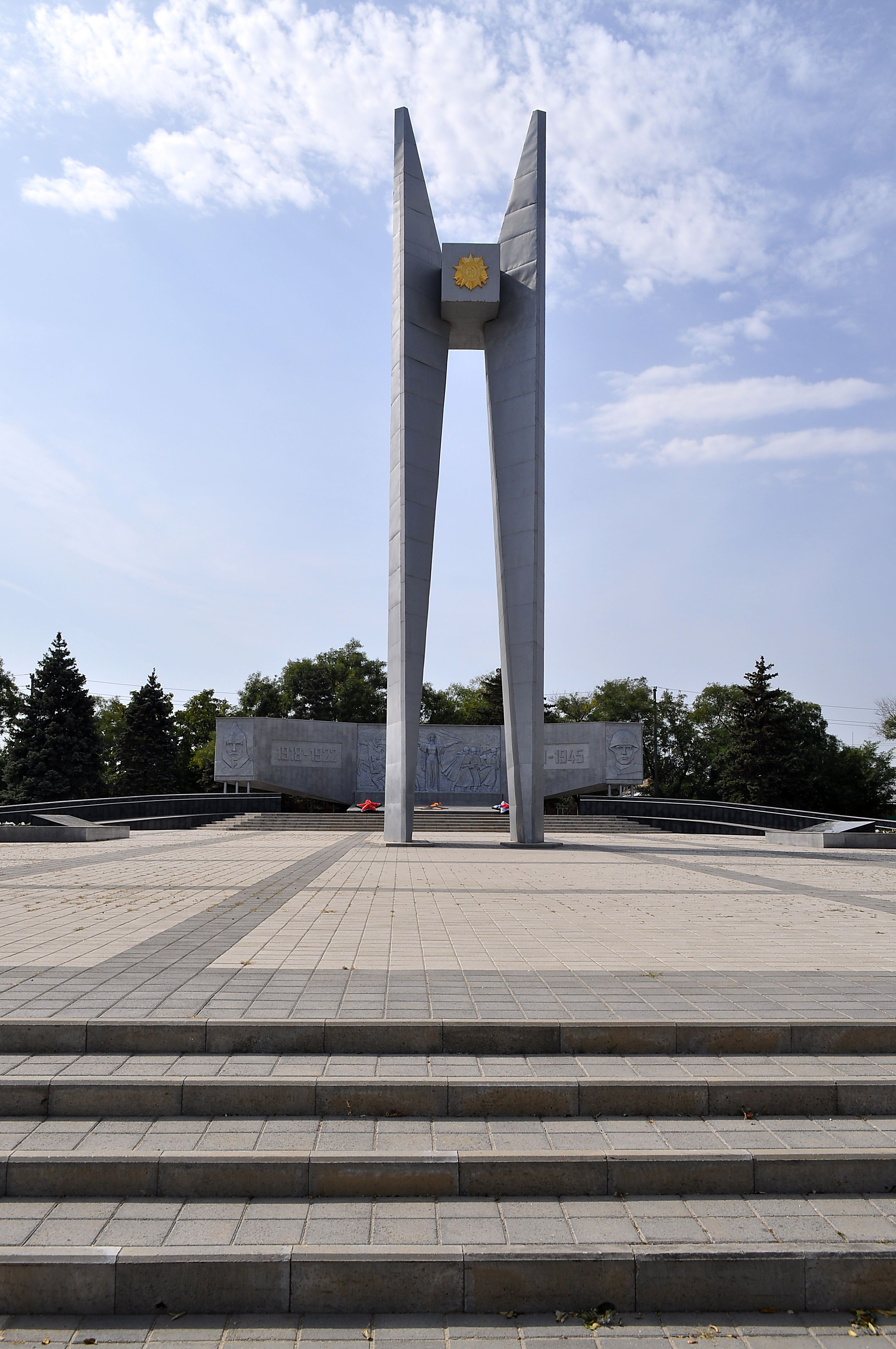
Площадь Революции
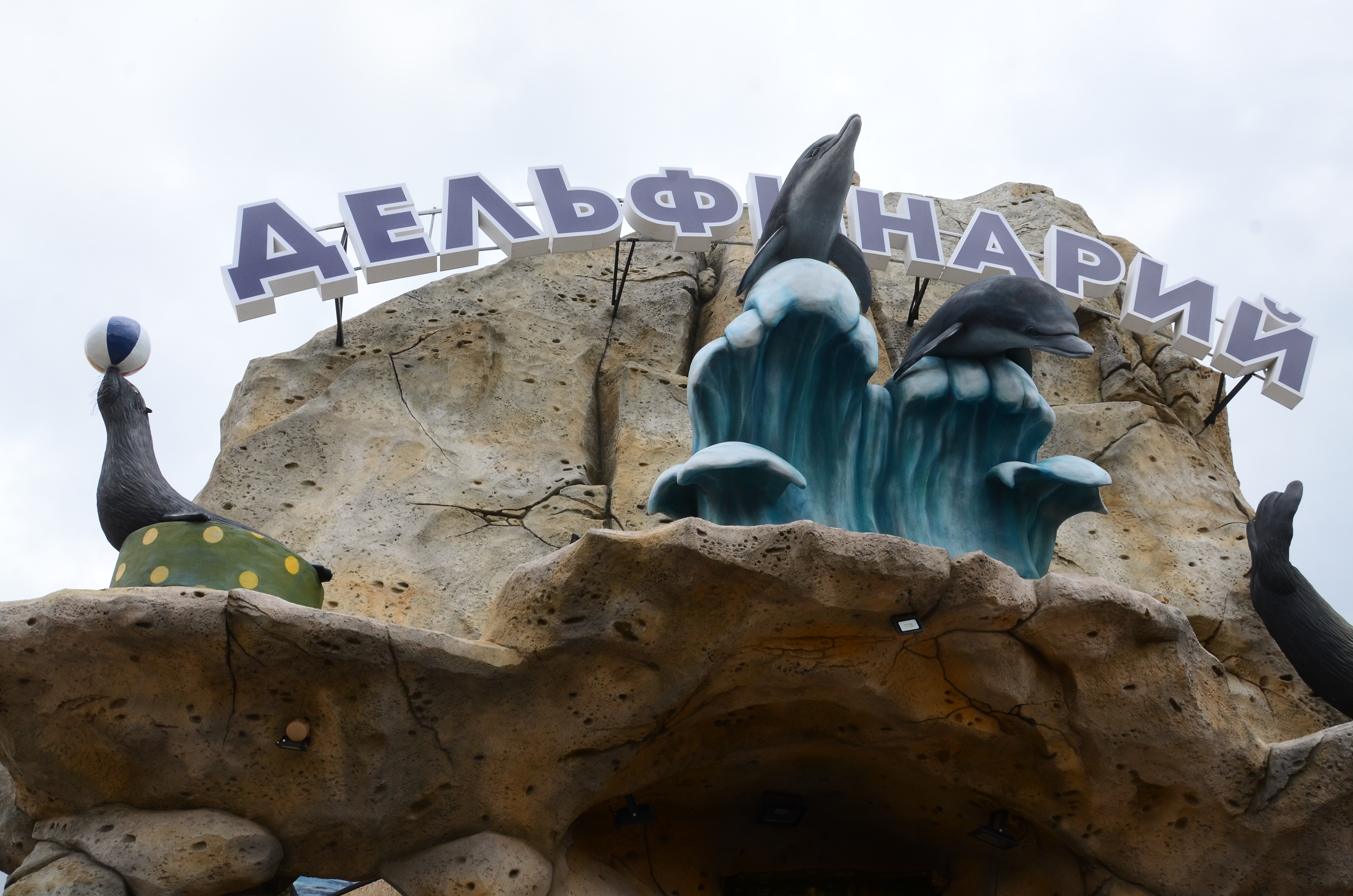
Дельфинарий
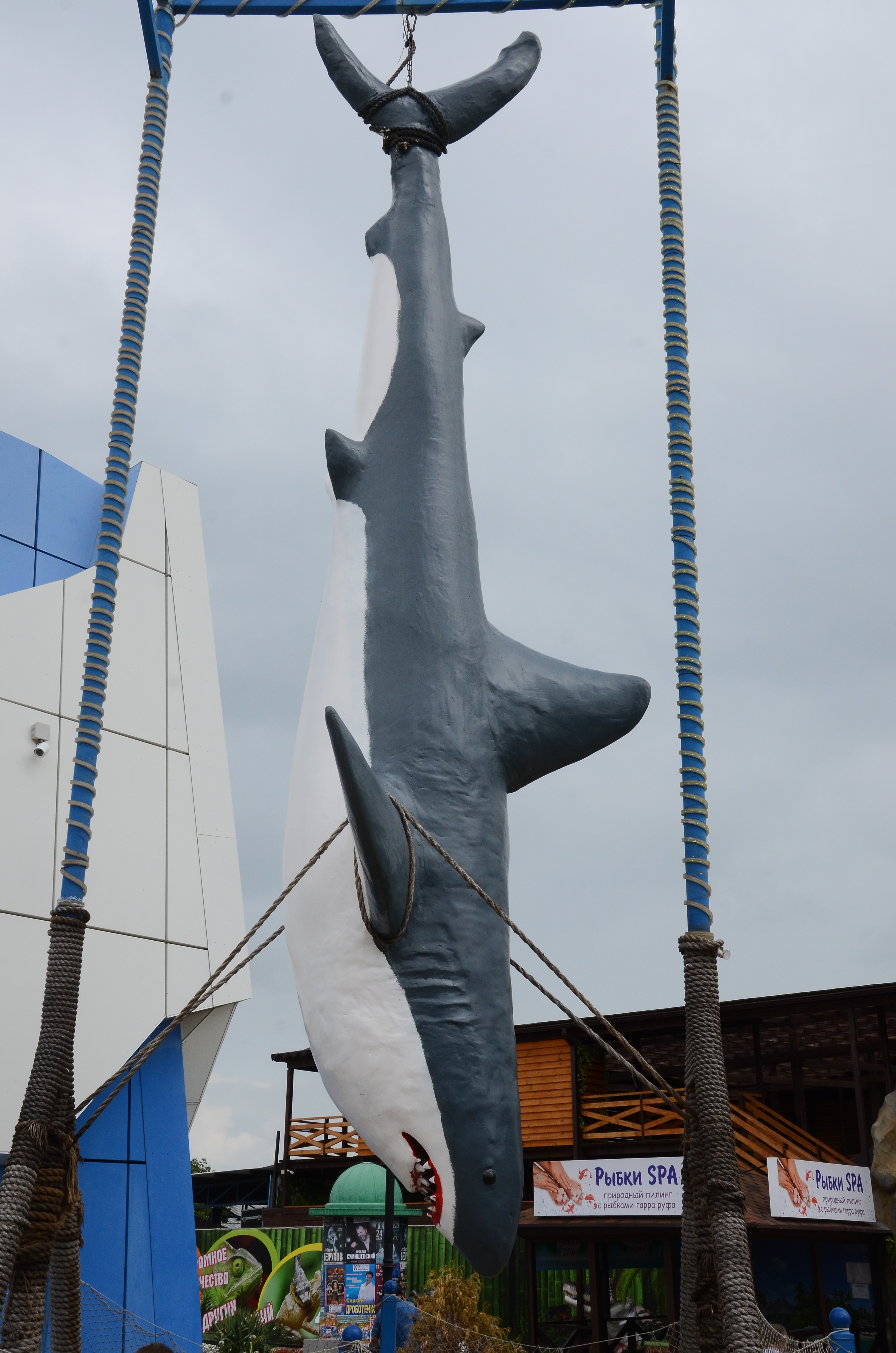
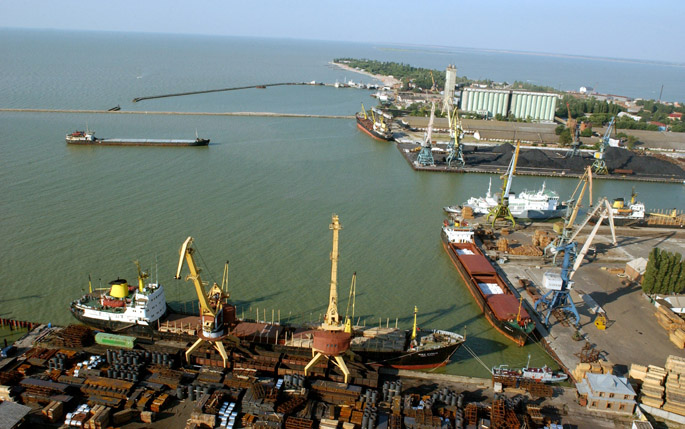
Порт с воздуха
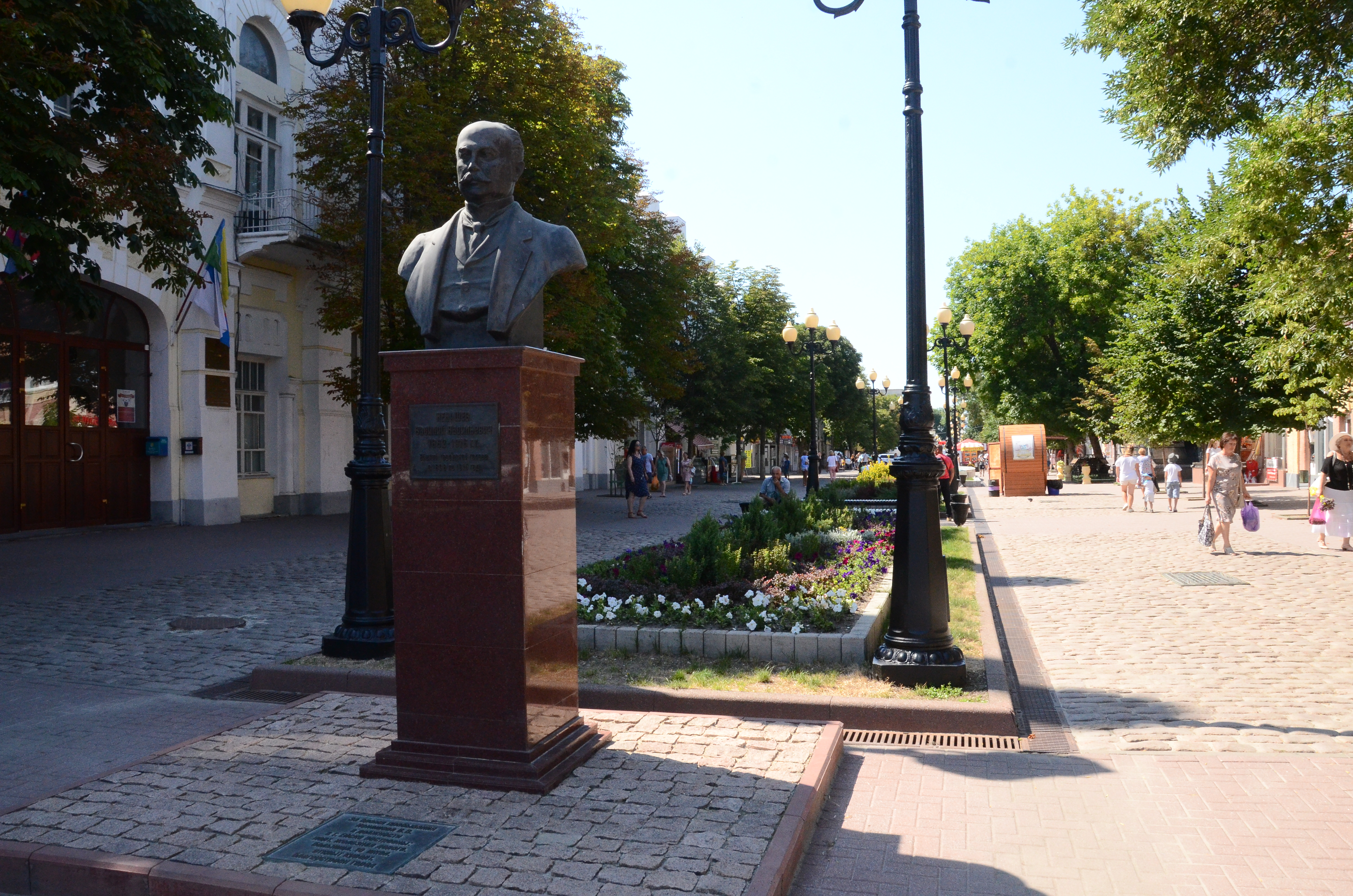
Бюст В.В. Ненашеву